# Aleramici
Gli Aleramici furono una dinastia sovrana italiana d'origine franca, fondata nel X secolo da Aleramo, primo sovrano della cosiddetta Marca Aleramica (dopo marche di Savona e del Monferrato) per investitura dell'imperatore Ottone I.
La loro maggiore influenza è stata registrata negli stati crociati e nell'Impero Romano d'Oriente, regnando sui regni di Gerusalemme e di Tessalonica e Creta tra il XII e XIII secolo. In tre occasioni ottengono la successione al trono imperiale di Costantinopoli, ma in nessun caso riescono ad essere incoronati, nonostante la titolazione di cesare ottenuta d'almeno due. Tra le donne, vengono ricordate anche una regina titolare di Gerusalemme, diverse imperatrici consorti dell'Impero Romano d'Oriente, regine consorti di Sicilia, Gerusalemme, Cipro e Tessalonica-Creta, oltre a infante di Spagna, delfine consorti del Viennois, ecc.
I diversi maschi della stirpe co-dominarono la Marca aleramica secondo la tradizione salica del lignaggio, estendendo il loro dominio anche su parte della Marca Arduinca, divisa con i Savoia dopo la estinzione degli Arduinici. Furono divisi in due grandi rami: i marchesi di Savona (da cui i del Vasto, marchesi di Saluzzo, del Carretto, del Finale, del Bosco, i Lancia di Sicilia, ecc.); ed i marchesi del Monferrato (da cui i marchesi di Occimiano). 
Il ramo del Monferrato si estinse nel 1317 con la morte dell'imperatrice Irene, trasmittente del marchesato ai Paleologi di Costantinopoli. Invece, il ramo di Savona s'estende attraverso numerosi ramificazioni, alcuni sovrani fino al XVII secolo (come i marchesi di Saluzzo e del Finale), mentre altri, sconfitti all'ascesa dei comuni, diventano feudatari e cittadini di Savona, Alessandria e la Repubblica di Genova. Alcuni vengono trasferite al regno di Sicilia dove acquistano una rinnovata importanza.  

## Origini leggendaria

Ritratto di Aleramo, affresco (Grazzano Badoglio, Abbazia di Grazzano)

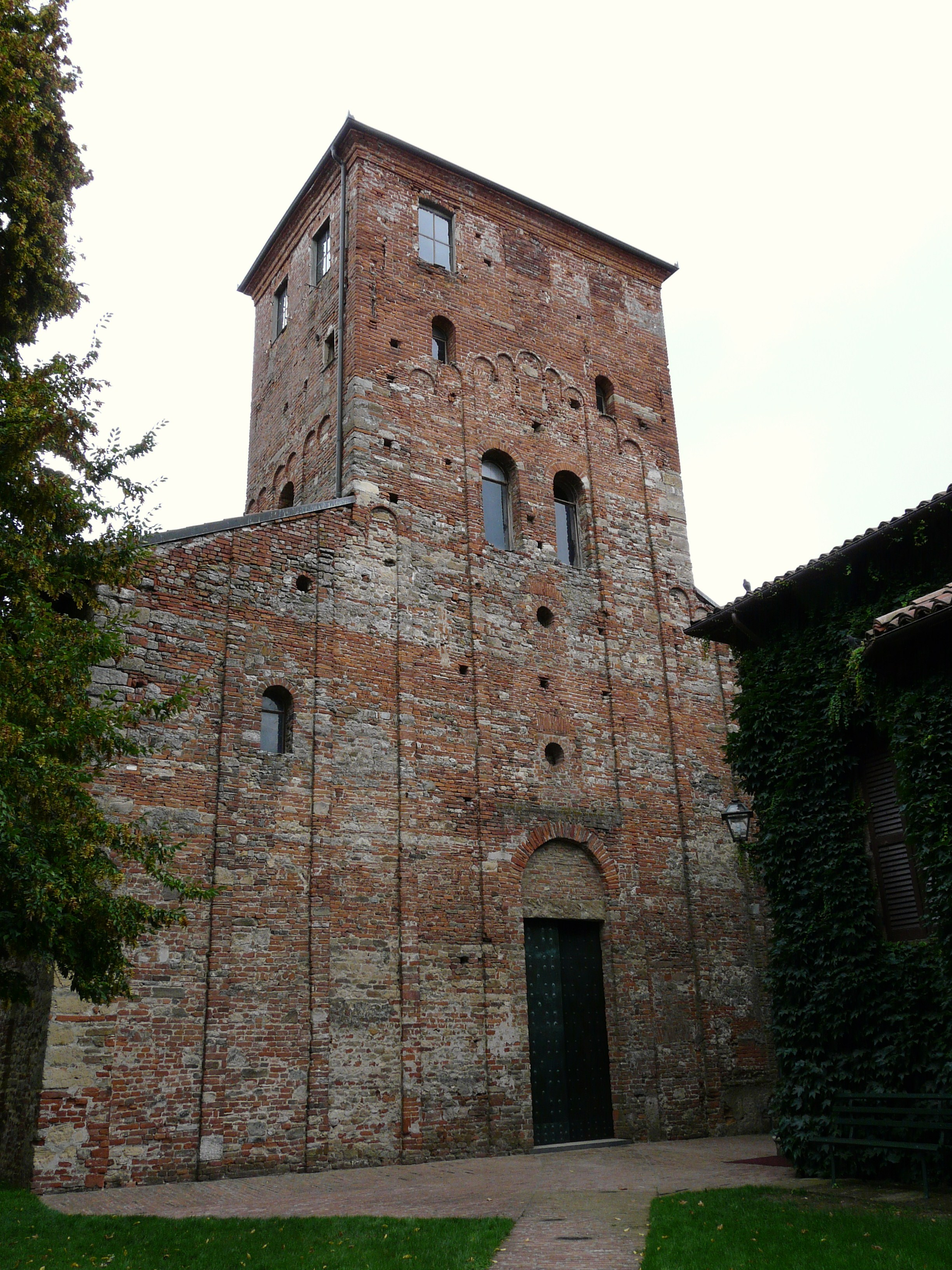
L'Abbazia di Santa Giustina, in favore della quale Aleramo e i figli Guglielmo e Oddone donarono dei beni.

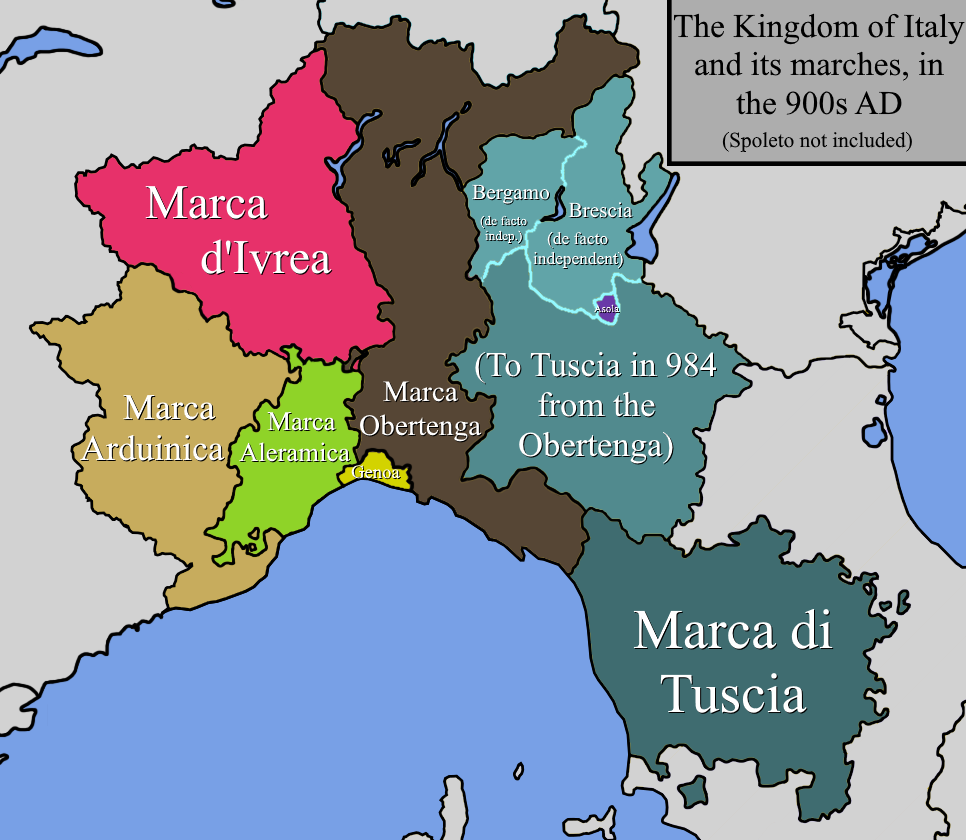
Le marche italiane nel X secolo.

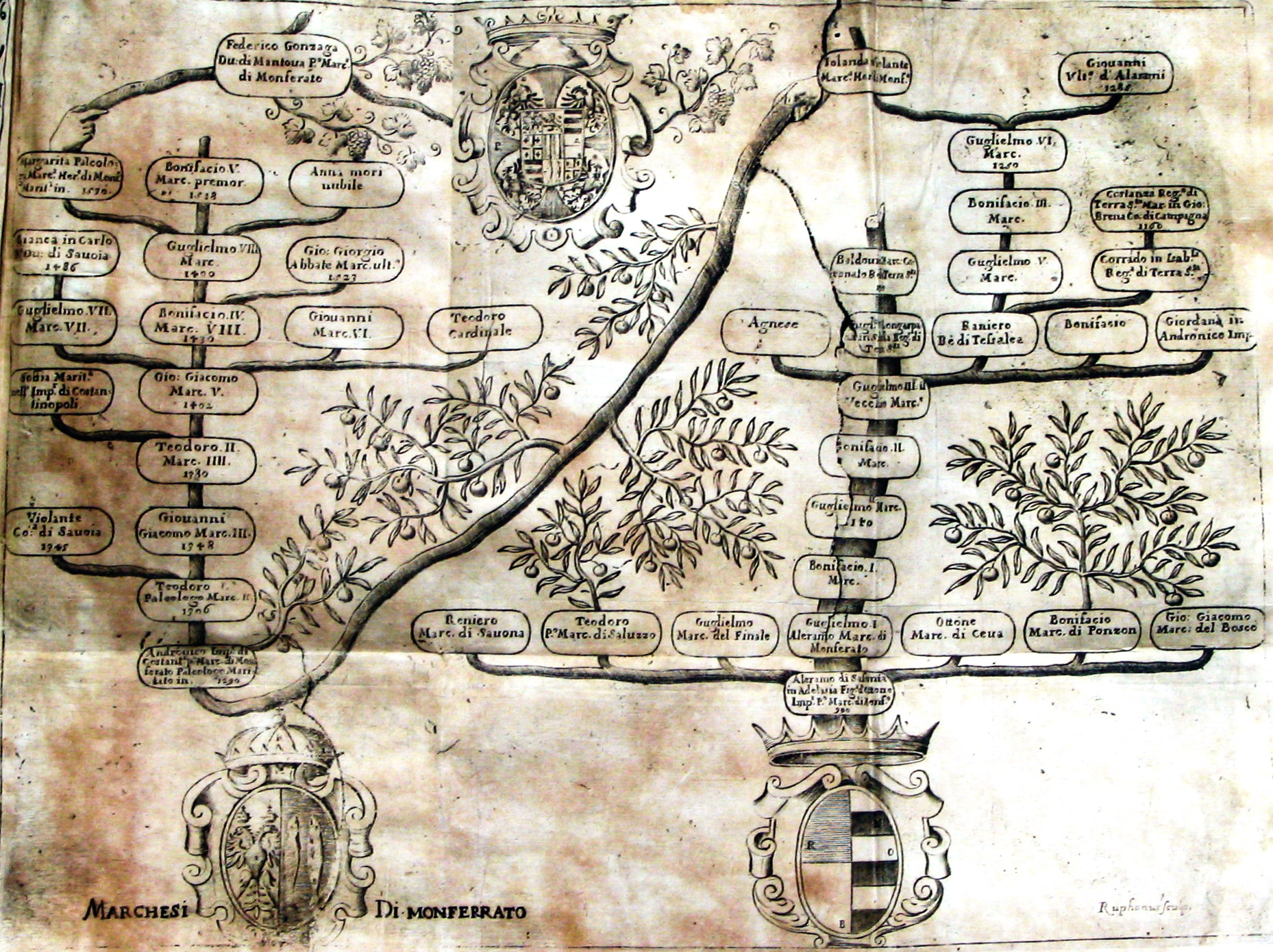
L'albero genealogico dei Marchesi del Monferrato dagli Aleramici ai Paleologi, e i Gonzaga (mostra anche altri rami di Aleramici di Savona). 1668.

### La leggenda di Aleramo
Piemonte di Giosuè Carducci»
Non sono del tutto chiare né le origini né la genealogia della casata sia per la scarsità o la poca attendibilità delle fonti sia per le contraddizioni provocate da documenti falsi realizzati nel Settecento a sostegno di precise pretese araldiche e largamente utilizzati dagli storici ottocenteschi. Nei secoli scorsi molti storici cercarono di rintracciare i progenitori di Aleramo, il fondatore della dinastia, che secondo fonti medievali fantasiose sarebbe disceso da Teodorico di Frisia o dai Signori del Kent. Altri storici, specie nel XVI-XVII secolo cercarono inutilmente di trovare conferme documentali alla leggenda sull'amore, che avrebbe legato Aleramo ad Adelasia, mitica figlia dell'imperatore tedesco Ottone I di Sassonia.
La principale sorgente delle notizie leggendarie su Aleramo è costituita dalle cronache redatte dai frati domenicani Iacopo da Acqui e Galvano Fiamma, che attinsero a fonti letterarie oggi perdute e alle tradizioni popolari. La loro opera, e in particolare quella di fra' Iacopo, influiranno su altri autori tra il XV e il XVII secolo. La leggenda fu poi resa immortale dalla versione del poeta e scrittore italiano Giosuè Carducci contenuta nel volume Cavalleria e Umanesimo.
Il racconto narra che il marchese Aleramo sia nato presso Acqui Terme, più precisamente nell'Abbazia di Santa Giustina a Sezzadio, durante il pellegrinaggio dei nobili genitori tedeschi. Rimasto orfano dei suoi genitori, il bell'Aleramo venne ingaggiato nell'esercito imperiale ed entrò alla corte dell'Imperatore Ottone I, ove conobbe Adelasia o Alasia, figlia dell'Imperatore, e tra i due nacque un tenero sentimento.
Incapaci di riferire la cosa a sua maestà temendo un rifiuto al matrimonio, i due innamorati scapparono nelle terre natali di Aleramo. Nella fuga usarono lei un cavallo bianco e lui uno rosso (da qui lo stemma bianco e rosso degli Aleramici: d'argento, al capo di rosso). Aleramo non riuscì a vivere senza combattere per difendere la pace. Quando l'imperatore Ottone I venne a conoscenza della cosa, volle incontrare il coraggioso giovane e perdonò i due amanti. Ad Aleramo concesse allora, in un impeto di generosità, tante terre quante egli fosse riuscito a percorrerne cavalcando senza sosta. Il territorio che egli percorse è il Monferrato: tale nome deriva da mun (mattone) e da frà (ferrare), ovvero dai mattoni utilizzati per ferrare i tre cavalli che Aleramo cavalcò.

## Origine documentata
Secondo Giancarlo Patrucco, che riprende sul punto una tesi già avanzata da Francesco Cognasso, una prima menzione di un radicamento di una dinastia aleramica, o almeno di una parte di essa, nel nuovo ordine imperiale carolingio compare nel Cartolario dell’abbazia di Montieramey dell’anno 837. Essa riguarda un Aleramo, conte di Troyes (noto anche come Alerano di Barcellona), signore dell'ultimo lembo settentrionale della Borgogna, accanto alla Contea di Brienne, prima che avvenga la riorganizzazione territoriale che porterà alla nascita della Champagne. Questo Aleramo fu un valente capo guerriero del suo tempo. Fidelis di Ludovico il Pio e, alla sua morte, di Carlo il Calvo, combatté con successo gli arabi in Catalogna nell'850, venendo quindi incaricato di sedare la rivolta di Bernardo di Settimania, riuscendo nell’impresa ma perdendovi la vita, come era avvenuto ad altri suoi fratelli prima di lui. 
Notizie ancora precedenti si rintracciano in altri due documenti: il primo tratta di un placito che Carlo Magno è chiamato a dare nel 775, a proposito di un monastero conteso tra la grande Abbazia di Saint-Denis e il vescovo di Parigi. Nel testo compare un “Adelramno de parte Sanctii Dionisii”, senz’altra qualifica. Il secondo riguarda l’intervento di un Aleramo, in qualità di conte palatino, quale componente il tribunale reale in una causa tra l’abbazia di Saint Denis e un certo Angalvino.
Il primo atto è del 775, il secondo del 868. Diversi studiosi ritengono che questi due Aleramo facessero parte della famiglia di Troyes e, pertanto, questo loro coinvolgimento negli affari dell’Abbazia di Saint Denis farebbe supporre non uno, bensì due luoghi di radicamento aleramico.
Aleramo II, così numerato per distinguerlo da quello di Troyes e di Barcellona, fu un personaggio non trascurabile: egli creò infatti una solida rete di potere territoriale lungo un arco di contee e monasteri importanti in un semicerchio a nord di Parigi, che fece dei figli, Aleramo III e Teodorico, i giocatori chiave nella regione e li collocò efficacemente per capeggiare la difesa della città durante l'assedio normanno degli anni 885-886. Essi fecero strage di Normanni al seguito dell’imperatore Carlo il Grosso quando, durante l’assedio sostenuto da Eudes (Oddone, conte di Parigi), il figlio di Roberto il Forte (capostipite dei Robertingi, poi Capetingi, Re di Francia), e dal vescovo di Parigi Gaucelin, fece una sola, breve apparizione sulle alture di Montmartre.
Aleramo II, nonostante i legami parentali con Oddone, che aveva sposato sua sorella Teoderada, e il fatto che il gemello Teodorico si fosse schierato con Oddone stesso nella contesa per il trono dei Franchi occidentali, aderì alla fazione legittimista fedele alla dinastia carolingia, capeggiata dall'Arcivescovo di Reims Folco il Venerabile. Questi invitò il marchese franco-italico Guido II di Spoleto a oltrepassare le Alpi e ad avanzare la sua pretesa alla corona di Francia. Del medesimo gruppo facevano parte Anscario, figlio di Amedeo d’Oscheret e poi iniziatore della dinastia degli Anscarici, marchesi d’Ivrea, il conte di Langres Milone e il vescovo Geilo (o Geilone) che incoronerà Guido nella sua cattedrale di Langres. Ma l'arcivescovo Folco cambiò partito e incoronò re il carolingio Carlo il Semplice a Reims nell'893 sostenendolo poi durante i primi mesi di duri contrasti con Oddone, finché quest’ultimo accetterà il compromesso, riconoscendolo ufficialmente nell'897 e designandolo in qualità di erede alla sua morte. Ciò che avverrà solo un anno dopo, nell'898. Aleramo II, fedele ai carolingi, sarà ricompensato da Carlo il Semplice il 25 maggio del 900, con la concessione dei pagi di Chamsesais e Pertois, nel Chalonnais.
Il padre dell'Aleramo italiano, Guglielmo, compare negli stessi anni al seguito dello sconfitto Guido di Spoleto nel suo ritorno in Italia, nell'anno 888. Ciò lo rende, secondo l’ipotesi prosopografica del Patrucco e del Cognasso, un probabile parente degli aleramici franco-borgognoni.
Le origini familiari di Adelasia, prima moglie di Aleramo e progenitrice degli aleramici, restano sconosciute. Certo è che Aleramo sposò poi Gerberga, figlia di Berengario II re d'Italia e che questo matrimonio gli consentì di acquisire il titolo marchionale fra il 958 e il 961.

### Aleramo in Italia
L'Aleramo storico può essere considerato il vero ed effettivo fondatore delle dinastie aleramiche. Egli godeva di grande prestigio sia presso i re d'Italia Ugo di Provenza (definito da questi in una donazione "fidelis noster Alledramus"), Lotario II d'Italia e Berengario II d'Ivrea, sia alla corte dell'imperatore Ottone I, come dimostrato da diverse donazioni di terre, che si aggiunsero ai beni che già possedeva nel Vercellese e in Lombardia, e dal titolo di marchese assegnatogli da Berengario II. Peraltro, lo stesso Berengario, come Aleramo, discendeva da una casata marchionale di origine franca, gli Anscarici, esule in Italia al seguito di Guido di Spoleto. Entrambi avevano mantenuto stretti legami con la corte dei re di Borgogna, tanto che Aleramo fu un favorito della regina Adelaide di Borgogna, moglie dell'imperatore Ottone I di Sassonia la quale gli consentì di passare indenne attraverso la sconfitta di Berengario e l'assunzione del trono italico da parte dell'imperatore germanico.
Nel 967 infatti, Ottone di Sassonia gli donò un vasto territorio fra l'Orba e il Tanaro, che a sud raggiungeva le vicinanze di Savona. Questo territorio, boscoso e incolto, era stato devastato nel corso del secolo precedente da incursioni brigantesche, provenienti, o comunque favorite dai cosiddetti "saraceni" di Frassineto nella Francia meridionale. Questo territorio fu chiamato "Vasto" o "Guasto" e molti successori di Aleramo si chiamarono appunto "marchesi del Vasto". Per alcuni secoli, secondo Riccardo Musso, il toponimo restò in uso per il territorio montuoso compreso fra Dego, Montenotte, Carcare e Cairo. In altri luoghi prevalse invece il toponimo equivalente "Langhe" (vulgariter enim loca deserta Langae dicuntur secondo il Lunig). Non era un territorio omogeneo, si trattava piuttosto di varie corti sparse sulle boscose ed incolte colline del Piemonte meridionale. L'investitura ottoniana, peraltro, giunse dopo che Aleramo aveva ottenuto una grande vittoria contro i saraceni in una battaglia presso l'odierna Acqui Terme, liberando l'area dalle scorrerie arabe che la martoriavano da decenni.
La marca, di cui Aleramo era marchese, si estendeva approssimativamente dal basso Vercellese al Savonese, l'area costiera fra Finale e Cogoleto. Entro quest'area si trovavano però nuclei urbani, come Savona o Acqui, guidati dal loro vescovo e dotati di grande autonomia, riconosciuta dagli stessi imperatori. Al momento dell'investitura di Aleramo il resto del Piemonte e della Liguria Occidentale risultava diviso in due grandi marche: a nord quella di Ivrea e a sud, fra Torino e Ventimiglia, quella del marchese di Torino Arduino il Glabro.

## I principali rami della discendenza di Aleramo e relative suddivisioni patrimoniali

Stemma del ramo detto Del Carretto di marchesi del Finale.

Gli aleramici non seguivano la regola del maggiorasco e per mitigare l'indebolimento della dinastia dovuta al frazionamento dei beni feudali, li gestivano in modo consortile. I domini di Aleramo rimasero proprietà parzialmente indivisa fra i discendenti dei suoi due figli Ottone e Anselmo per quasi un secolo, come dimostrano gli accordi che Savona continuò a rinnovare con tutti i rami della famiglia sino al 1085.

Stemma della casa primogenita dei marchesi di Savona (del Vasto)

Stemma della casa secondogenita dei marchesi del Monferrato

Alla fine dell'XI secolo, a circa un secolo dalla morte di Aleramo, i tre rami principali della discendenza di Aleramo erano:
- I marchesi di Monferrato, discendenti da Ottone. I loro beni patrimoniali erano concentrati a nord del fiume Tanaro, anche se nei secoli successivi conquistarono molti territori nel Piemonte meridionale, che erano appartenuti ad altre famiglie aleramiche.
- I marchesi del Bosco, discendenti da Anselmo. I loro beni patrimoniali erano collocati fra Alessandria ed Albisola;
- I marchesi Del Vasto, anch'essi discendenti da Anselmo. Essi avevano ereditato i territori aleramici fra Asti (o meglio Loreto) e Savona e vi avevano aggiunto buona parte dei beni arduinici fra Saluzzo e Albenga.

Questa suddivisione corrisponde anche ai nuclei patrimoniali evidenziati dalle tre importanti donazioni, che furono fatte ad Aleramo. Le prime due donazioni furono fatte da Ugo di Provenza e Lotario II d'Italia, re d'Italia. La prima (934) consisteva nella corte di "Auriola" (?), che consentì ad Aleramo di espandere i propri domini nel nucleo storico del Monferrato. La localizzazione più accettata è Trino, subito a nord del Po fra Chivasso e Vercelli, anche se il nome Auriola ricorda Olivola, nei pressi di Grazzano. La donazione dell'anno successivo riguardò la corte di Villa del Foro (la romana "Forum Fulvii", oggi una frazione di Alessandria), il territorio fra "Barcile" e "Carpanum", che potrebbe essere il territorio lungo l'Orba sino a Carpeneto e la villa di Ronchi. L'Alessandrino e la valle dell'Orba (i primi due beni della seconda donazione) costituiranno il nucleo patrimoniale dei marchesi del Bosco, mentre il terzo, non lontano dal territorio in cui due secoli dopo nascerà il marchesato di Incisa, potrebbe essere stato trasmesso ai marchesi di Sezzadio, i cui beni confluirono in parte nei beni dei marchesi del Vasto. Infine nel 967 l'imperatore Ottone I di Sassonia donò ad Aleramo sedici corti nel territorio devastato dai "saraceni" di Frassineto nel retroterra di Savona e nelle Langhe. Questo territorio, chiamato "Vasto", fu il nucleo patrimoniale dei marchesi detti, appunto, del Vasto.
La separazione patrimoniale fra i tre rami aleramici, già avviata nei primi decenni del secolo XI, si concluse in concomitanza con l'estinzione della discendenza maschile dei marchesi di Torino. Dato che due figlie di Olderico Manfredi II, Berta e Adelaide, avevano sposato rispettivamente Tete (il padre di Bonifacio del Vasto) ed Enrico di Monferrato, dopo la morte di Adelaide il territorio dei marchesi aleramici poté estendersi lungo il Po a tutto il basso Piemonte, scontrandosi però con le ambizioni dei Savoia (Umberto conte di Moriana). La definizione degli ambiti di potere di Bonifacio e Umberto di Moriana si stabilì lungo un confine situato fra Staffarda e Carmagnola, lungo la linea del Po.
L'ampio dominio di Bonifacio, "il più famoso marchese d'Italia", secondo il cronista Goffredo Malaterra, fu suddiviso fra i suoi sette figli dando origine a un gran numero di linee dinastiche: i marchesi di Saluzzo, quelli di Busca e Lancia, quelli di Ceva e Clavesana, quelli di Savona e quelli di Incisa.

### Tavola genealogica
|                     |                     |                                                                               |                                                                               |                                                         |                                                         | | | | | | |                                                                                 | | |                                                                                                |                                                                                        | |                                                                                               |                                                                                               |                                                                                               |                                                                          |                                                                         |                                                                         |                                                           |                                                           |                                                  |                  |                  |
|                     |                     |                                                                               |                                                                               |                                                         |                                                         | | | | | | |                                                                                 | | |                                                                                                |                                                                                        | Guglielmo I *ante 888 †924~933                                                                                   |                                                                                               |                                                                                               |                                                                                               |                                                                          |                                                                         |                                                                         |                                                           |                                                           |                                                  |                  |                  |
|                     |                     |                                                                               |                                                                               |                                                         |                                                         | | | | | | |                                                                                 | | |                                                                                                |                                                                                        | |                                                                                               |                                                                                               |                                                                                               |                                                                          |                                                                         |                                                                         |                                                           |                                                           |                                                  |                  |                  |
|                     |                     |                                                                               |                                                                               |                                                         |                                                         | | | | | | |                                                                                 | | |                                                                                                |                                                                                        | |                                                                                               |                                                                                               |                                                                                               |                                                                          |                                                                         |                                                                         |                                                           |                                                           |                                                  |                  |                  |
|                     |                     |                                                                               |                                                                               |                                                         |                                                         | | | | | | |                                                                                 | | |                                                                                                |                                                                                        | Aleramo del Monferrato Marchese del Monferrato *ante 25.VII.933 †ante 4.V.991 ⚭ (I) N.N. ⚭ (II) Gerberga *? †986 |                                                                                               |                                                                                               |                                                                                               |                                                                          |                                                                         |                                                                         |                                                           |                                                           |                                                  |                  |                  |
|                     |                     |                                                                               |                                                                               |                                                         |                                                         | | | | | | |                                                                                 | | |                                                                                                |                                                                                        | |                                                                                               |                                                                                               |                                                                                               |                                                                          |                                                                         |                                                                         |                                                           |                                                           |                                                  |                  |                  |
|                     |                     |                                                                               |                                                                               |                                                         |                                                         | | | | | | |                                                                                 | | |                                                                                                |                                                                                        | |                                                                                               |                                                                                               |                                                                                               |                                                                          |                                                                         |                                                                         |                                                           |                                                           |                                                  |                  |                  |
|                     |                     |                                                                               |                                                                               |                                                         |                                                         | | | | | | (I) Guglielmo II *? †961 | (I) Guglielmo II *? †961                                                        | (I) Anselmo I Marchese del Monferrato *? †998 ⚭ Gisla di Milano *? †?                                                                             | (I) Anselmo I Marchese del Monferrato *? †998 ⚭ Gisla di Milano *? †?                                                                             |                                                                                                |                                                                                        | |                                                                                               |                                                                                               |                                                                                               |                                                                          |                                                                         |                                                                         | (I) Ottone I Marchese del Monferrato *? †991 ⚭ N.N. *? †? | (I) Ottone I Marchese del Monferrato *? †991 ⚭ N.N. *? †? |                                                  |                  |                  |
|                     |                     |                                                                               |                                                                               |                                                         |                                                         | | | | | | |                                                                                 | | |                                                                                                |                                                                                        | |                                                                                               |                                                                                               |                                                                                               |                                                                          |                                                                         |                                                                         |                                                           |                                                           |                                                  |                  |                  |
|                     |                     |                                                                               |                                                                               |                                                         |                                                         | | | | | | |                                                                                 | | |                                                                                                |                                                                                        | |                                                                                               |                                                                                               |                                                                                               |                                                                          |                                                                         |                                                                         |                                                           |                                                           |                                                  |                  |                  |
|                     |                     |                                                                               |                                                                               |                                                         |                                                         | | | | | | Oberto I *? †~1030 | Oberto I *? †~1030                                                              | | Anselmo II *? †ante1055 ⚭ Adelasia degli Obertenghi *? †?                                                                                         | Anselmo II *? †ante1055 ⚭ Adelasia degli Obertenghi *? †?                                      | Ugo I *? †?                                                                            | Ugo I *? †? |                                                                                               |                                                                                               |                                                                                               | Guglielmo III Marchese del Monferrato *970 †1042 ⚭ Waza ? *? †?          | Guglielmo III Marchese del Monferrato *970 †1042 ⚭ Waza ? *? †?         | Riprando *? †?                                                          | Riprando *? †?                                            | Otta *? †?                                                | Otta *? †?                                       | Gualderada *? †? | Gualderada *? †? |
|                     |                     |                                                                               |                                                                               |                                                         |                                                         | | | | | | |                                                                                 | | |                                                                                                |                                                                                        | |                                                                                               |                                                                                               |                                                                                               |                                                                          |                                                                         |                                                                         |                                                           |                                                           |                                                  |                  |                  |
|                     |                     |                                                                               |                                                                               |                                                         |                                                         | | | | | | |                                                                                 | | |                                                                                                |                                                                                        | |                                                                                               |                                                                                               |                                                                                               |                                                                          |                                                                         |                                                                         |                                                           |                                                           |                                                  |                  |                  |
|                     |                     |                                                                               |                                                                               |                                                         |                                                         | | | | | | · Marchesi · di Sezzè | · Marchesi · di Sezzè                                                           | Anselmo III *? †? | Anselmo III *? †? | Ugo II *? †?                                                                                   | Ugo II *? †?                                                                           | |                                                                                               |                                                                                               | Ottone II Marchese del Monferrato *1015 †1084 ⚭ Costanza di Savoia *? †?                      | Ottone II Marchese del Monferrato *1015 †1084 ⚭ Costanza di Savoia *? †? | Enrico Marchese del Monferrato *? †~1045 ⚭ Adelaide di Susa *1016 †1091 | Enrico Marchese del Monferrato *? †~1045 ⚭ Adelaide di Susa *1016 †1091 |                                                           |                                                           |                                                  |                  |                  |
|                     |                     |                                                                               |                                                                               |                                                         |                                                         | | | | | | |                                                                                 | | |                                                                                                |                                                                                        | |                                                                                               |                                                                                               |                                                                                               |                                                                          |                                                                         |                                                                         |                                                           |                                                           |                                                  |                  |                  |
|                     |                     |                                                                               |                                                                               |                                                         |                                                         | | | | | | |                                                                                 | | |                                                                                                |                                                                                        | |                                                                                               |                                                                                               |                                                                                               |                                                                          |                                                                         |                                                                         |                                                           |                                                           |                                                  |                  |                  |
|                     |                     |                                                                               |                                                                               |                                                         |                                                         | | | | | | |                                                                                 | Ottone III *? †~1084 ⚭ Berta di Torino *1020~1024 †post 1064                                                                                      | Ottone III *? †~1084 ⚭ Berta di Torino *1020~1024 †post 1064                                                                                      | · Marchesi · Del Bosco                                                                         | · Marchesi · Del Bosco                                                                 | Guglielmo IV Marchese del Monferrato *~1035 †1100 ⚭ (I) N.N. *? †? ⚭ (II) Otta di Agliè *? †?                    | Guglielmo IV Marchese del Monferrato *~1035 †1100 ⚭ (I) N.N. *? †? ⚭ (II) Otta di Agliè *? †? |                                                                                               |                                                                                               | Arrigo *? †post 1126                                                     | Arrigo *? †post 1126                                                    | Ardizzone *? †?                                                         | Ardizzone *? †?                                           |                                                           |                                                  |                  |                  |
|                     |                     |                                                                               |                                                                               |                                                         |                                                         | | | | | | |                                                                                 | | |                                                                                                |                                                                                        | |                                                                                               |                                                                                               |                                                                                               |                                                                          |                                                                         |                                                                         |                                                           |                                                           |                                                  |                  |                  |
|                     |                     |                                                                               |                                                                               |                                                         |                                                         | | | | | | |                                                                                 | | |                                                                                                |                                                                                        | |                                                                                               |                                                                                               |                                                                                               |                                                                          |                                                                         |                                                                         |                                                           |                                                           |                                                  |                  |                  |
|                     |                     |                                                                               |                                                                               |                                                         |                                                         | | | | | | |                                                                                 | · Marchesi · Del Vasto | · Marchesi · Del Vasto | (I) N.N. *? †?                                                                                 | (I) N.N. *? †?                                                                         | (I) N.N. *? †?                                                                                                   | (I) N.N. *? †?                                                                                | (II) Ranieri I Marchese del Monferrato *1075 †1137 ⚭ Gisella di Borgogna *1070~1075 †post1133 | (II) Ranieri I Marchese del Monferrato *1075 †1137 ⚭ Gisella di Borgogna *1070~1075 †post1133 | · Marchesi · di Occimiano                                                | · Marchesi · di Occimiano                                               |                                                                         |                                                           |                                                           |                                                  |                  |                  |
|                     |                     |                                                                               |                                                                               |                                                         |                                                         | | | | | | |                                                                                 | | |                                                                                                |                                                                                        | |                                                                                               |                                                                                               |                                                                                               |                                                                          |                                                                         |                                                                         |                                                           |                                                           |                                                  |                  |                  |
|                     |                     |                                                                               |                                                                               |                                                         |                                                         | | | | | | |                                                                                 | | |                                                                                                |                                                                                        | |                                                                                               |                                                                                               |                                                                                               |                                                                          |                                                                         |                                                                         |                                                           |                                                           |                                                  |                  |                  |
|                     |                     |                                                                               |                                                                               |                                                         |                                                         | | | | | | |                                                                                 | | | Guglielmo V Marchese del Monferrato viv.1115 †1191 ⚭ Giuditta di Babenberg *1115 †1169         | Guglielmo V Marchese del Monferrato viv.1115 †1191 ⚭ Giuditta di Babenberg *1115 †1169 | Giovanna *? †? ⚭ Guglielmo Cliton *1102 †1128                                                                    | Giovanna *? †? ⚭ Guglielmo Cliton *1102 †1128                                                 | Matilde *? †? ⚭Alberto Zueta *? †?                                                            | Matilde *? †? ⚭Alberto Zueta *? †?                                                            | Adelaide *? †?                                                           | Adelaide *? †?                                                          | Isabella *~1118 †? ⚭ Guido III di Biandrate *1119 †1167                 | Isabella *~1118 †? ⚭ Guido III di Biandrate *1119 †1167   |                                                           |                                                  |                  |                  |
|                     |                     |                                                                               |                                                                               |                                                         |                                                         | | | | | | |                                                                                 | | |                                                                                                |                                                                                        | |                                                                                               |                                                                                               |                                                                                               |                                                                          |                                                                         |                                                                         |                                                           |                                                           |                                                  |                  |                  |
|                     |                     |                                                                               |                                                                               |                                                         |                                                         | | | | | | |                                                                                 | | |                                                                                                |                                                                                        | |                                                                                               |                                                                                               |                                                                                               |                                                                          |                                                                         |                                                                         |                                                           |                                                           |                                                  |                  |                  |
|                     |                     |                                                                               |                                                                               |                                                         |                                                         | Guglielmo Lungaspada *~1140 †1177                                                                     | Guglielmo Lungaspada *~1140 †1177                                                                     | Corrado Re di Gerusalemme Marchese del Monferrato *1140 †1192 ⚭ (I) Teodora Angelina *? †? ⚭ Isabella di Gerusalemme *1172 †1205 | Corrado Re di Gerusalemme Marchese del Monferrato *1140 †1192 ⚭ (I) Teodora Angelina *? †? ⚭ Isabella di Gerusalemme *1172 †1205 | | |                                                                                 | Bonifacio I Re di Tessalonica Marchese del Monferrato *1150 †1207 ⚭ (I) Elena del Bosco *1145 †1204 ⚭ (II) Margherita d'Ungheria *1175 †post 1223 | Bonifacio I Re di Tessalonica Marchese del Monferrato *1150 †1207 ⚭ (I) Elena del Bosco *1145 †1204 ⚭ (II) Margherita d'Ungheria *1175 †post 1223 | Beatrice *~1155 †? ⚭ Enrico I del Carretto *? †1185                                            | Beatrice *~1155 †? ⚭ Enrico I del Carretto *? †1185                                    | Federico *? †~1180                                                                                               | Federico *? †~1180                                                                            | Ranieri II *1162 †1183 ⚭ Maria Comnena *1152 †1182                                            | Ranieri II *1162 †1183 ⚭ Maria Comnena *1152 †1182                                            | Agnese *? †? ⚭ Guido Guerra III Guidi *? †1213                           | Agnese *? †? ⚭ Guido Guerra III Guidi *? †1213                          | Alasia *? †1232 ⚭ Manfredo II di Saluzzo *1140 †1215                    | Alasia *? †1232 ⚭ Manfredo II di Saluzzo *1140 †1215      | N.N. *? †? ⚭ Alberto Malaspina *1160~1165 †~1210          | N.N. *? †? ⚭ Alberto Malaspina *1160~1165 †~1210 |                  |                  |
|                     |                     |                                                                               |                                                                               |                                                         |                                                         | | | | | | |                                                                                 | | |                                                                                                |                                                                                        | |                                                                                               |                                                                                               |                                                                                               |                                                                          |                                                                         |                                                                         |                                                           |                                                           |                                                  |                  |                  |
|                     |                     |                                                                               |                                                                               |                                                         |                                                         | | | | | | |                                                                                 | | |                                                                                                |                                                                                        | |                                                                                               |                                                                                               |                                                                                               |                                                                          |                                                                         |                                                                         |                                                           |                                                           |                                                  |                  |                  |
|                     |                     |                                                                               |                                                                               |                                                         |                                                         | | | (II) Maria del Monferrato Regina di Gerusalemme *~1191 †1212 ⚭ Giovanni di Brienne *~1158 †1237                                  | (II) Maria del Monferrato Regina di Gerusalemme *~1191 †1212 ⚭ Giovanni di Brienne *~1158 †1237                                  | (I) Guglielmo VI Marchese del Monferrato *1173 †1225 ⚭ (I) Sofia di Hohenstaufen *? †? ⚭ (II) Berta di Clavesana *1180 †1224   | (I) Guglielmo VI Marchese del Monferrato *1173 †1225 ⚭ (I) Sofia di Hohenstaufen *? †? ⚭ (II) Berta di Clavesana *1180 †1224   | (I) Beatrice *~1180 †? ⚭ Enrico III del Carretto *? †?                          | (I) Beatrice *~1180 †? ⚭ Enrico III del Carretto *? †?                                                                                            | (I) Agnese Imperatrice Consorte di Costantinopoli *1187 †1207 ⚭ Enrico di Fiandra *~1176 †1216                                                    | (I) Agnese Imperatrice Consorte di Costantinopoli *1187 †1207 ⚭ Enrico di Fiandra *~1176 †1216 | (II) Demetrio Re di Tessalonica *1205 †1230                                            | (II) Demetrio Re di Tessalonica *1205 †1230                                                                      |                                                                                               |                                                                                               |                                                                                               |                                                                          |                                                                         |                                                                         |                                                           |                                                           |                                                  |                  |                  |
|                     |                     |                                                                               |                                                                               |                                                         |                                                         | | | | | | |                                                                                 | | |                                                                                                |                                                                                        | |                                                                                               |                                                                                               |                                                                                               |                                                                          |                                                                         |                                                                         |                                                           |                                                           |                                                  |                  |                  |
|                     |                     |                                                                               |                                                                               |                                                         |                                                         | | | | | | |                                                                                 | | |                                                                                                |                                                                                        | |                                                                                               |                                                                                               |                                                                                               |                                                                          |                                                                         |                                                                         |                                                           |                                                           |                                                  |                  |                  |
|                     |                     |                                                                               |                                                                               |                                                         |                                                         | | | (II) Bonifacio II Marchese del Monferrato *1203 †1254 ⚭ Margherita di Savoia *~1224 †~1264                                       | (II) Bonifacio II Marchese del Monferrato *1203 †1254 ⚭ Margherita di Savoia *~1224 †~1264                                       | (II) Beatrice *1204 †1274 ⚭ (I) Andrea Ghigo di Borgogna *1184 †1237 ⚭ Giovanni II di Chatillon *? †?                          | (II) Beatrice *1204 †1274 ⚭ (I) Andrea Ghigo di Borgogna *1184 †1237 ⚭ Giovanni II di Chatillon *? †?                          | (II) Alice Regina Consorte di Cipro *1210 †1233 ⚭ Enrico I di Cipro *1218 †1253 | (II) Alice Regina Consorte di Cipro *1210 †1233 ⚭ Enrico I di Cipro *1218 †1253                                                                   | |                                                                                                |                                                                                        | |                                                                                               |                                                                                               |                                                                                               |                                                                          |                                                                         |                                                                         |                                                           |                                                           |                                                  |                  |                  |
|                     |                     |                                                                               |                                                                               |                                                         |                                                         | | | | | | |                                                                                 | | |                                                                                                |                                                                                        | |                                                                                               |                                                                                               |                                                                                               |                                                                          |                                                                         |                                                                         |                                                           |                                                           |                                                  |                  |                  |
|                     |                     |                                                                               |                                                                               |                                                         |                                                         | | | | | | |                                                                                 | | |                                                                                                |                                                                                        | |                                                                                               |                                                                                               |                                                                                               |                                                                          |                                                                         |                                                                         |                                                           |                                                           |                                                  |                  |                  |
|                     |                     |                                                                               |                                                                               |                                                         |                                                         | Teodora *~1235 ⚭ Gherardo della Gherardesca *? †?                                                     | Teodora *~1235 ⚭ Gherardo della Gherardesca *? †?                                                     | Alessia *1240 †1285 ⚭ Alberto I di Brunswick-Lüneburg *1236 †1279                                                                | Alessia *1240 †1285 ⚭ Alberto I di Brunswick-Lüneburg *1236 †1279                                                                | Guglielmo VII Marchese del Monferrato *1243 †1292 ⚭ (I) Isabella de Clare *1240 †1270 ⚭ (II) Beatrice di Castiglia *1254 †1280 | Guglielmo VII Marchese del Monferrato *1243 †1292 ⚭ (I) Isabella de Clare *1240 †1270 ⚭ (II) Beatrice di Castiglia *1254 †1280 |                                                                                 | | |                                                                                                |                                                                                        | |                                                                                               |                                                                                               |                                                                                               |                                                                          |                                                                         |                                                                         |                                                           |                                                           |                                                  |                  |                  |
|                     |                     |                                                                               |                                                                               |                                                         |                                                         | | | | | | |                                                                                 | | |                                                                                                |                                                                                        | |                                                                                               |                                                                                               |                                                                                               |                                                                          |                                                                         |                                                                         |                                                           |                                                           |                                                  |                  |                  |
|                     |                     |                                                                               |                                                                               |                                                         |                                                         | | | | | | |                                                                                 | | |                                                                                                |                                                                                        | |                                                                                               |                                                                                               |                                                                                               |                                                                          |                                                                         |                                                                         |                                                           |                                                           |                                                  |                  |                  |
|                     |                     |                                                                               |                                                                               | (I) Margherita *? ? ⚭ Giovanni di Castiglia *1262 †1319 | (I) Margherita *? ? ⚭ Giovanni di Castiglia *1262 †1319 | (II) Violante Basilissa dei Romei *1271 †1315 ⚭ Andronico II Paleologo Basileus dei Romei *1256 †1332 | (II) Violante Basilissa dei Romei *1271 †1315 ⚭ Andronico II Paleologo Basileus dei Romei *1256 †1332 | | | | |                                                                                 | | (II) Giovanni I Marchese del Monferrato *~1277 †~1305 ⚭ Margherita di Savoia *1295 †1339                                                          | (II) Giovanni I Marchese del Monferrato *~1277 †~1305 ⚭ Margherita di Savoia *1295 †1339       | (II) Alina *? †? ⚭ Bertoldo Orsini *? †?                                               | (II) Alina *? †? ⚭ Bertoldo Orsini *? †?                                                                         |                                                                                               |                                                                                               |                                                                                               |                                                                          |                                                                         |                                                                         |                                                           |                                                           |                                                  |                  |                  |
|                     |                     |                                                                               |                                                                               |                                                         |                                                         | | | | | | |                                                                                 | | |                                                                                                |                                                                                        | |                                                                                               |                                                                                               |                                                                                               |                                                                          |                                                                         |                                                                         |                                                           |                                                           |                                                  |                  |                  |
|                     |                     |                                                                               |                                                                               |                                                         |                                                         | | | | | | |                                                                                 | | |                                                                                                |                                                                                        | |                                                                                               |                                                                                               |                                                                                               |                                                                          |                                                                         |                                                                         |                                                           |                                                           |                                                  |                  |                  |
| Giovanni 1286 †1308 | Giovanni 1286 †1308 | Teodoro I Marchese del Monferrato *1291 †1338 ⚭ Argentina Spinola *1294 †1338 | Teodoro I Marchese del Monferrato *1291 †1338 ⚭ Argentina Spinola *1294 †1338 | Demetrio Angeloducas *? †1343                           | Demetrio Angeloducas *? †1343                           | Bartolomeo *? †?                                                                                      | Bartolomeo *? †?                                                                                      | Isacco *? †? | Isacco *? †? | Teodora *? †? | Teodora *? †? | Simonida Regina consorte di Serbia *1294 †1336                                  | Simonida Regina consorte di Serbia *1294 †1336 | † | †                                                                                              |                                                                                        | |                                                                                               |                                                                                               |                                                                                               |                                                                          |                                                                         |                                                                         |                                                           |                                                           |                                                  |                  |                  |
|                     |                     |                                                                               |                                                                               |                                                         |                                                         | | | | | | |                                                                                 | | |                                                                                                |                                                                                        | |                                                                                               |                                                                                               |                                                                                               |                                                                          |                                                                         |                                                                         |                                                           |                                                           |                                                  |                  |                  |
|                     |                     |                                                                               |                                                                               |                                                         |                                                         | | | | | | |                                                                                 | | |                                                                                                |                                                                                        | |                                                                                               |                                                                                               |                                                                                               |                                                                          |                                                                         |                                                                         |                                                           |                                                           |                                                  |                  |                  |
|                     |                     | · Paleologi · del Monferrato                                                  |                                                                               |                                                         |                                                         | | | | | | |                                                                                 | | |                                                                                                |                                                                                        | |                                                                                               |                                                                                               |                                                                                               |                                                                          |                                                                         |                                                                         |                                                           |                                                           |                                                  |                  |                  |

### Gli Aleramici del Monferrato

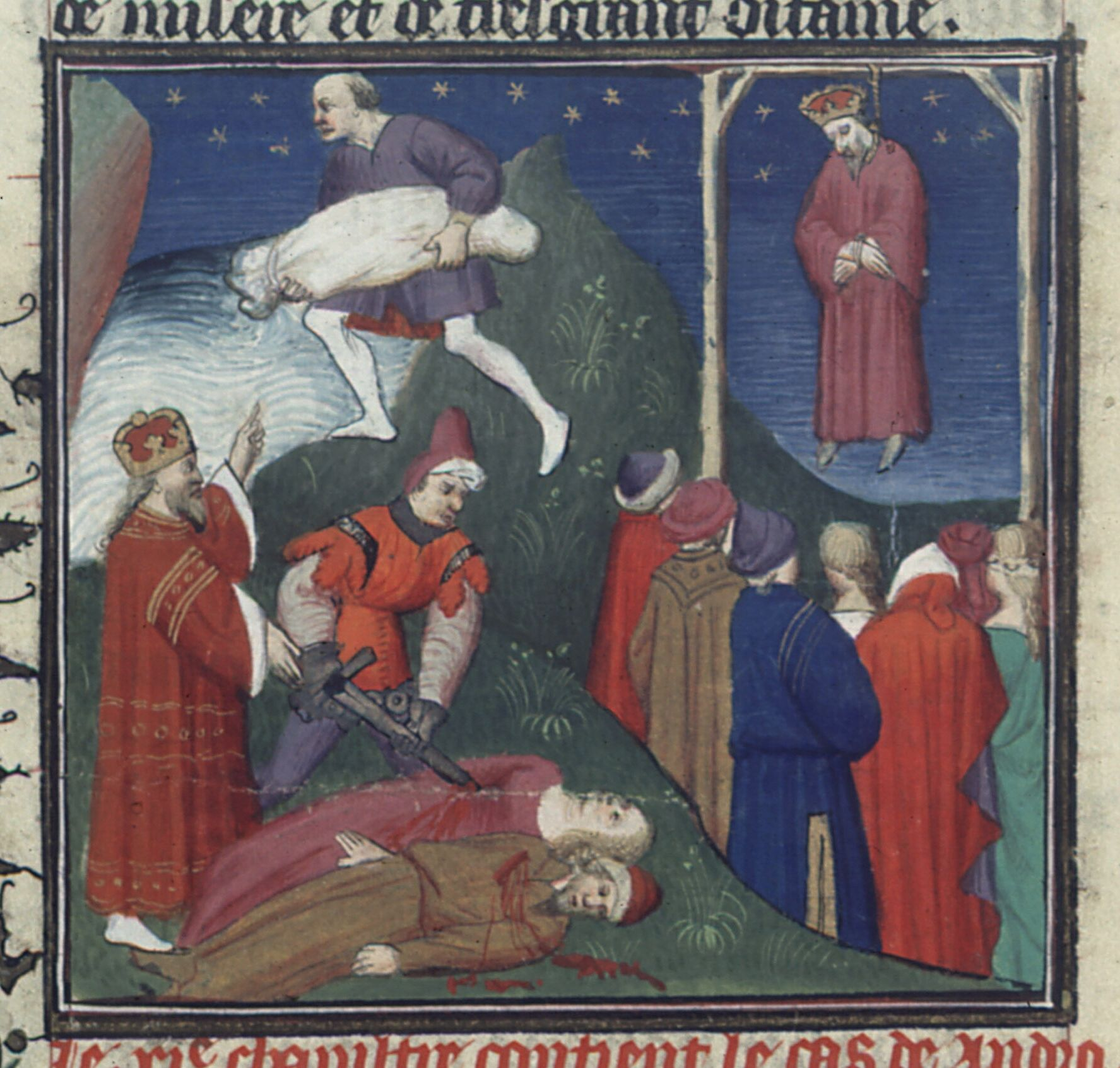
Morte del "cesare" Rainieri del Monferrato e la sua moglie Maria Comnena fatta dal imperatore Andronico I Commeno.

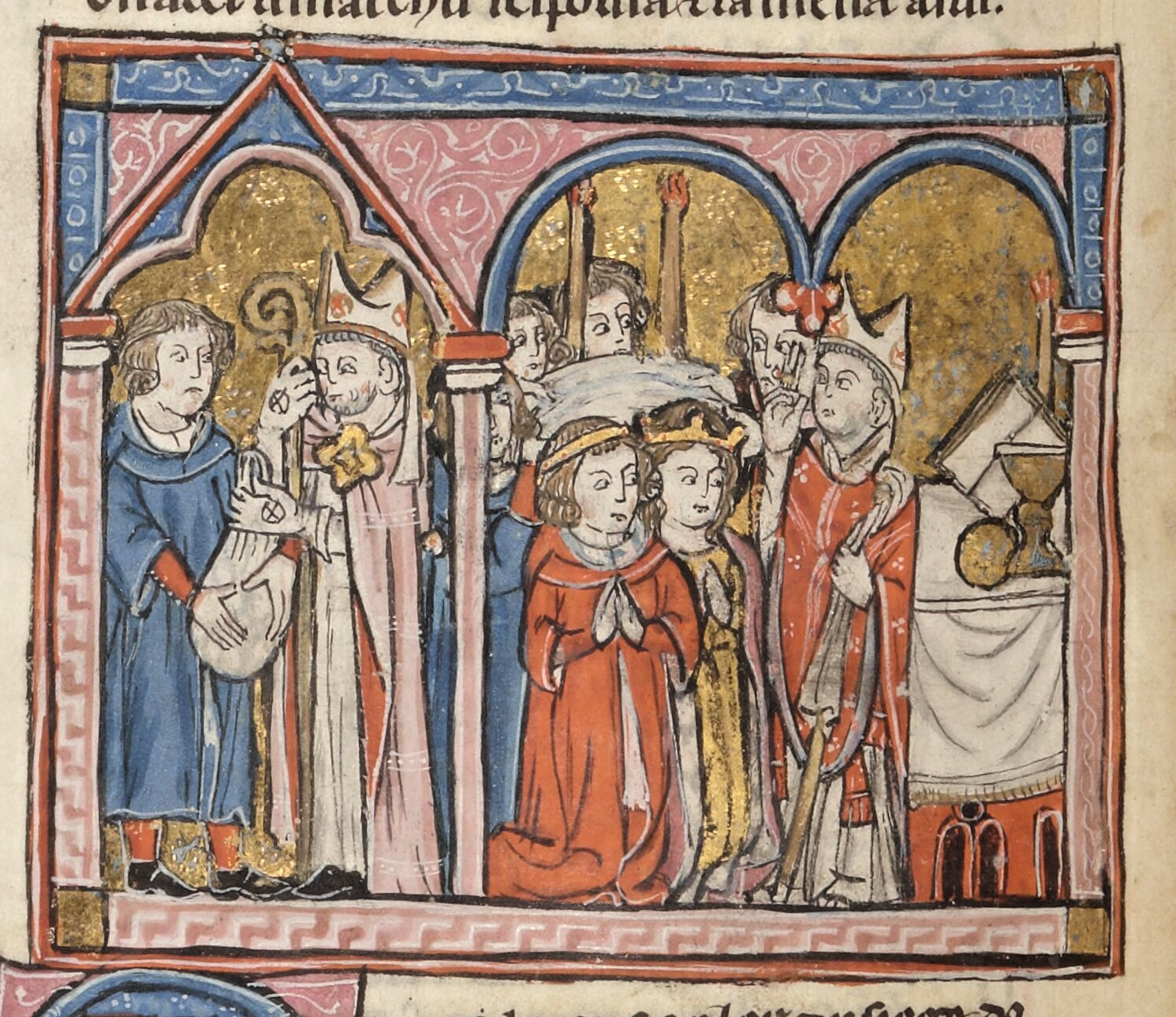
Nozze di Corrado del Monferrato e Isabella di Gerusalemme.

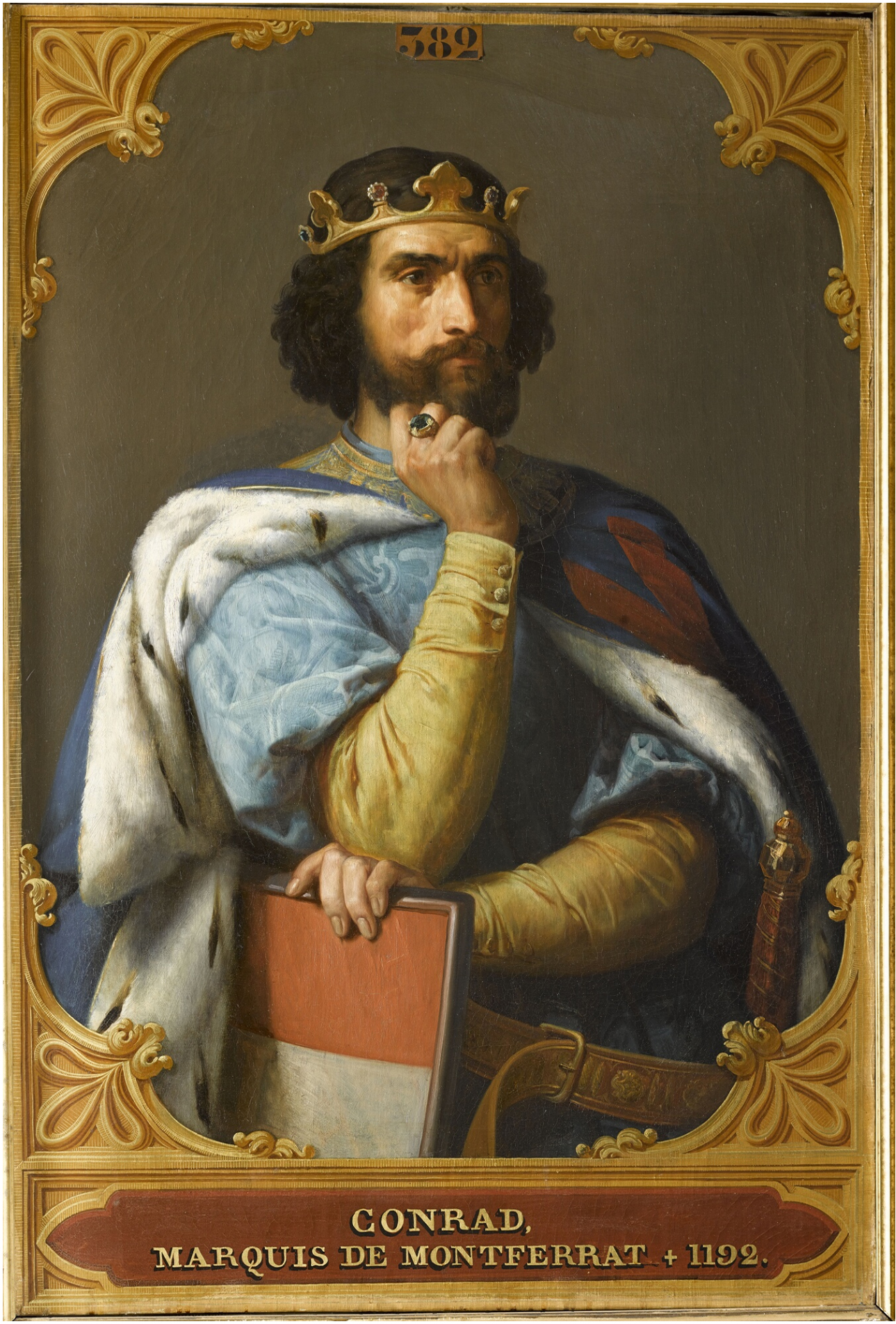
Corrado del Monferrato, diventato per poco anche Re di Gerusalemme.

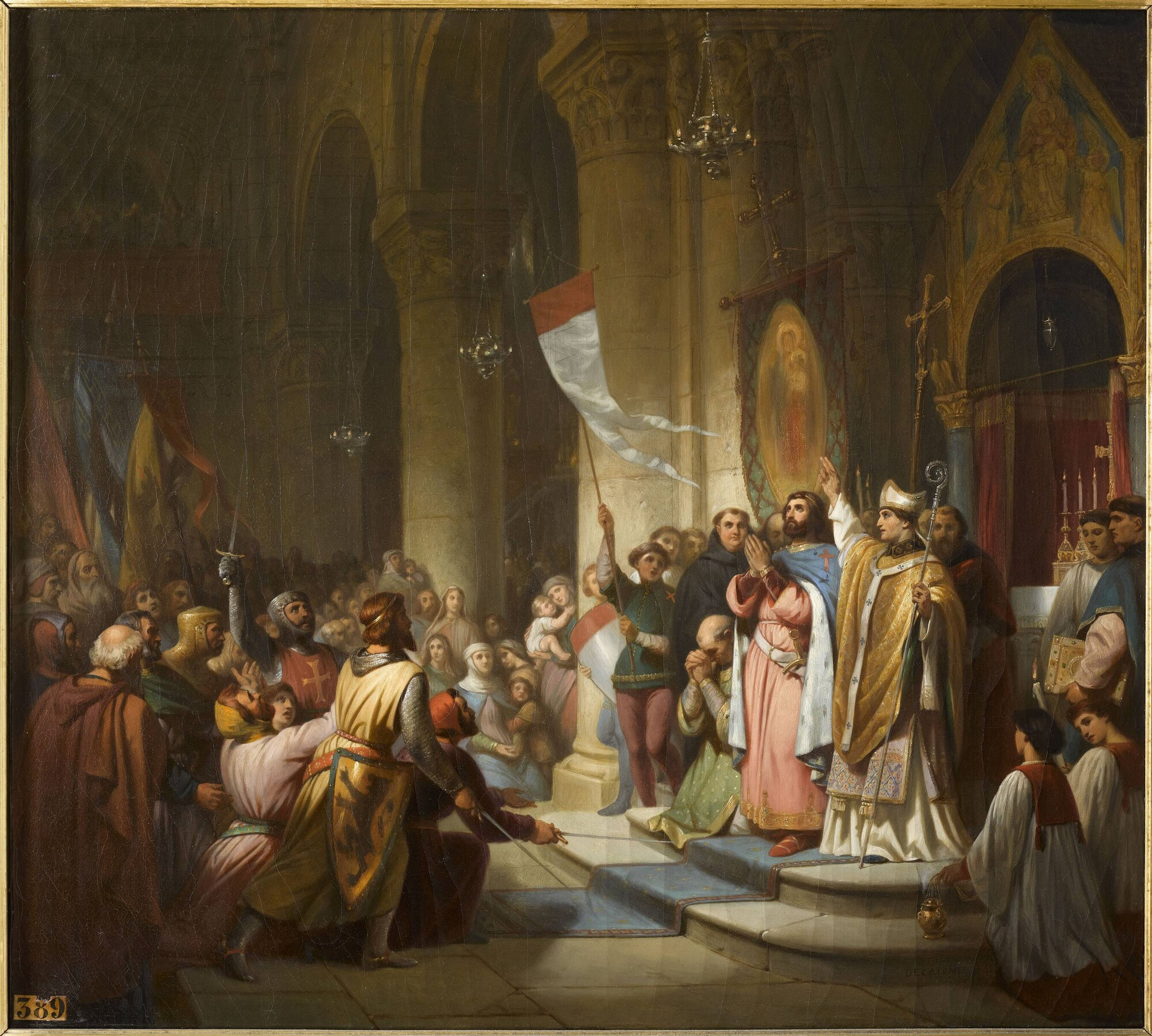
Acclamazione di Bonifacio del Monferrato come capo della Quarta Crociata (poi devenuto re di Tessalonica).

I discendenti di Aleramo gestirono per molti anni in modo consortile i domini ereditati. Dopo qualche decina d'anni, però, il territorio del Monferrato diventò un marchesato, di cui ebbero la signoria esclusiva i discendenti di Ottone, uno dei due figli di Aleramo
Dal XII secolo i marchesi di Monferrato accrebbero enormemente il loro potere, diventando la principale dinastia feudale del Piemonte meridionale. Gli obiettivi dei marchesi furono l'espansione a danno delle importanti città comunali di Asti, Alba e Alessandria, ma già dalla metà del secolo la famiglia fu impegnata anche in un secondo fronte, quello orientale. La partecipazione alle guerre in Terrasanta, ed in particolare alla Terza crociata, portò grande gloria alla corte dei Monferrato.
I successori di Guglielmo VI, Bonifacio II il Gigante e Guglielmo VII il Grande si dedicarono all'estensione dei loro domini in Piemonte. Guglielmo VII ottenne la gloria maggiore quando riuscì ad estendere talmente la sua influenza da diventare anche capitano di Milano. Questi, che portò forse all'apice della potenza la sua famiglia, finì miseramente i suoi giorni in una gabbia di ferro, catturato dagli alessandrini.
Con la morte di Guglielmo VII il Grande, il marchesato precipitò nel disordine. Il figlio Giovanni I, che si spense senza eredi maschi nel 1305, fu l'ultimo marchese aleramico del Monferrato.
La figlia di Guglielmo VII, Violante, aveva però sposato l'imperatore bizantino Andronico II (si osservi il legame ancora molto vivo tra gli Aleramici e l'Oriente): il figlio Teodoro pretese il trono di Monferrato e riuscì ad ottenerlo. Iniziò da quel momento la dominazione della famiglia dei Paleologi.

#### Elenco dei marchesi aleramici di Monferrato
- Guglielmo I (mai nominato marchese di Monferrato)
- Aleramo (967 - 991)
- Ottone I (991)
- Guglielmo II (?)
- Guglielmo III (991 - 1042)
- Ottone II (1042 - 1084)
- Guglielmo IV (1084 - 1100)
- Ranieri I (1100 - 1137) (primo ad essere nominato marchese di Monferrato)
- Guglielmo V il Vecchio (1136 - 1191)
- Corrado (1191 - 1192)
- Bonifacio I (1192 - 1207)
- Guglielmo VI (1207 - 1225)
- Bonifacio II il Gigante (1225 - 1253)
- Guglielmo VII il Gran Marchese (1253 - 1292)[28]
- Giovanni I (1292 - 1305)

#### I Monferrato in Oriente

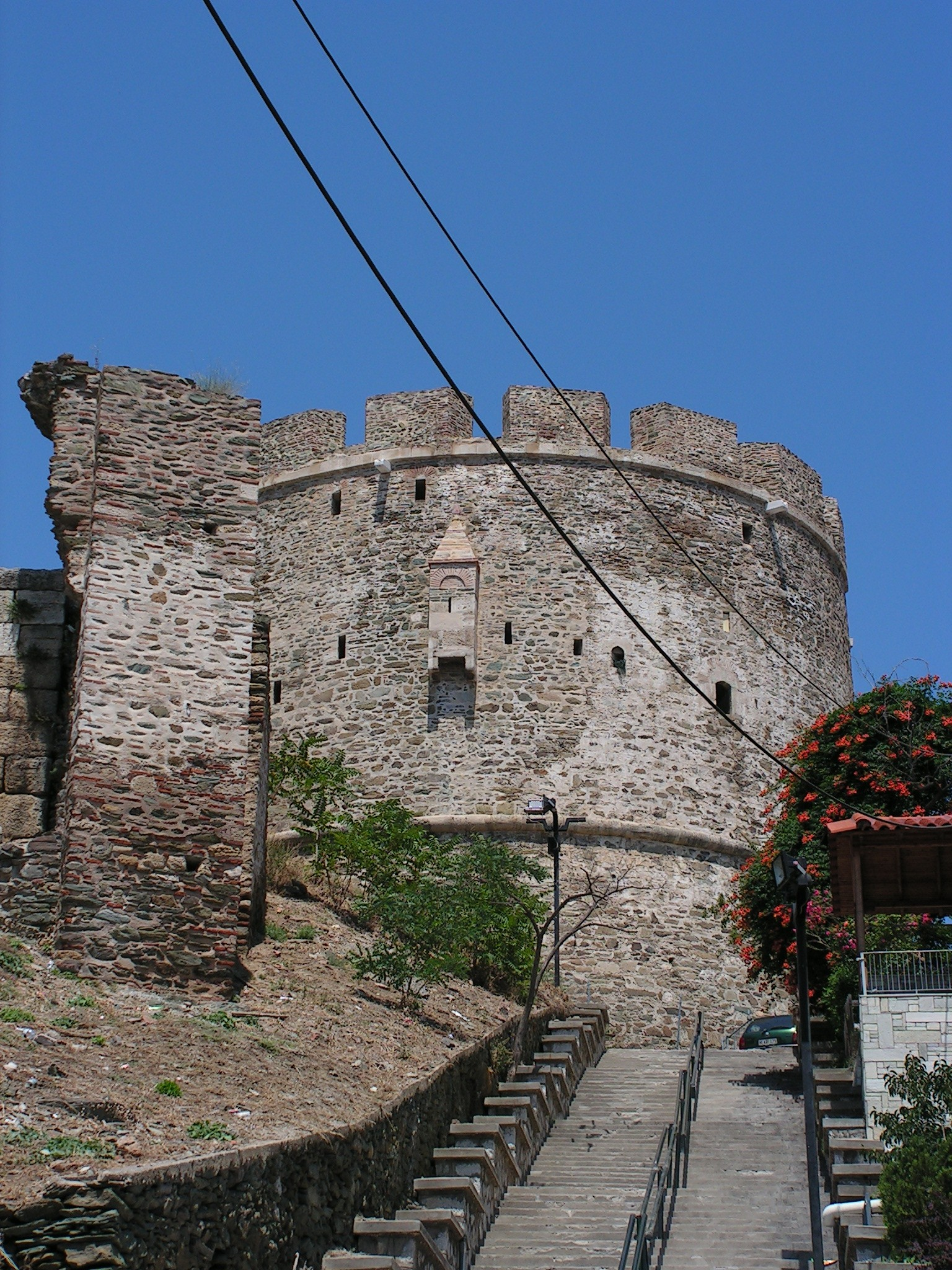
Fortificazioni a Tessalonica, la città che divenne capitale del regno crociato di Bonifacio I.

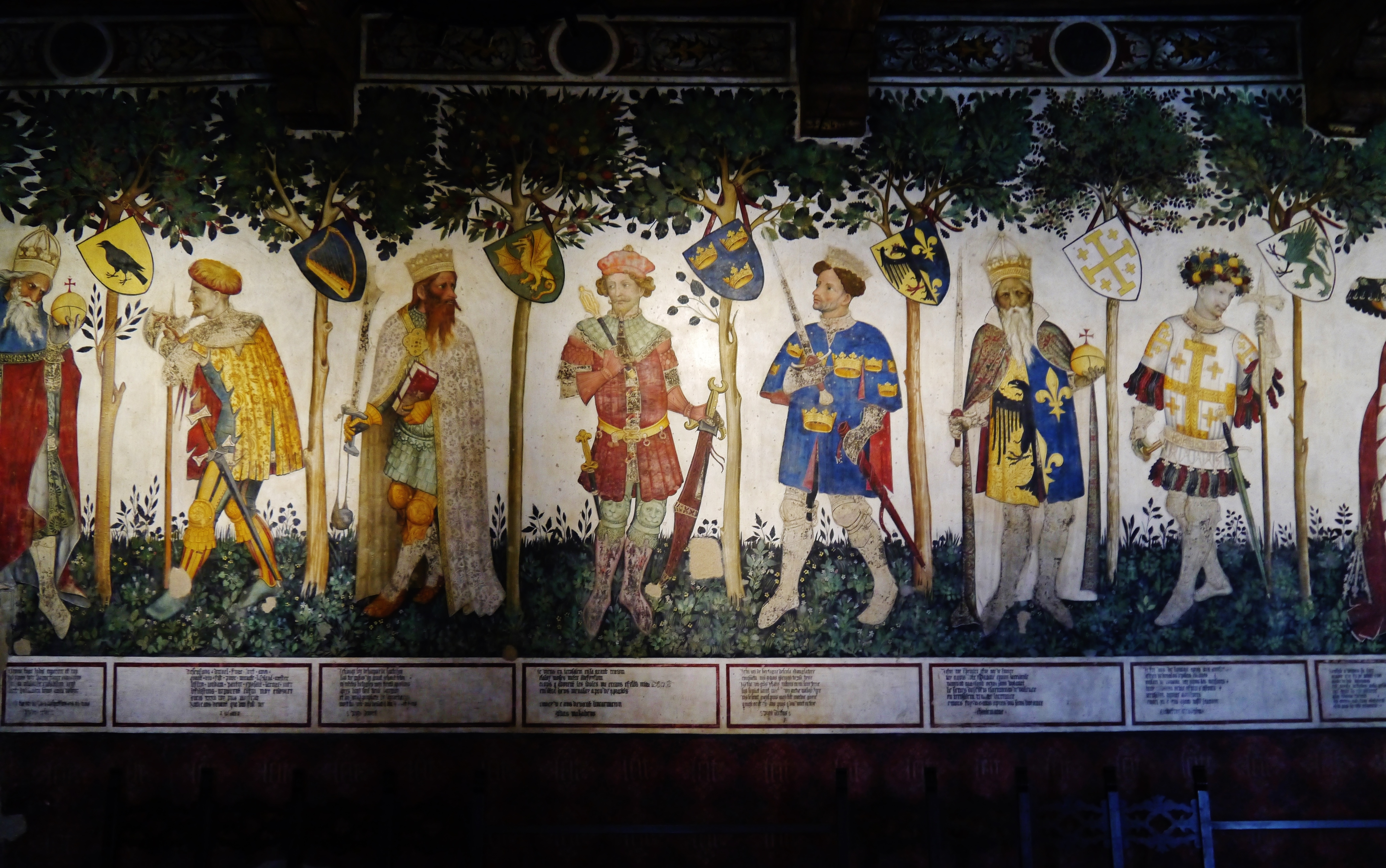
Alcuni Aleramici del Vasto rappresentati negli affreschi del Castello della Manta.

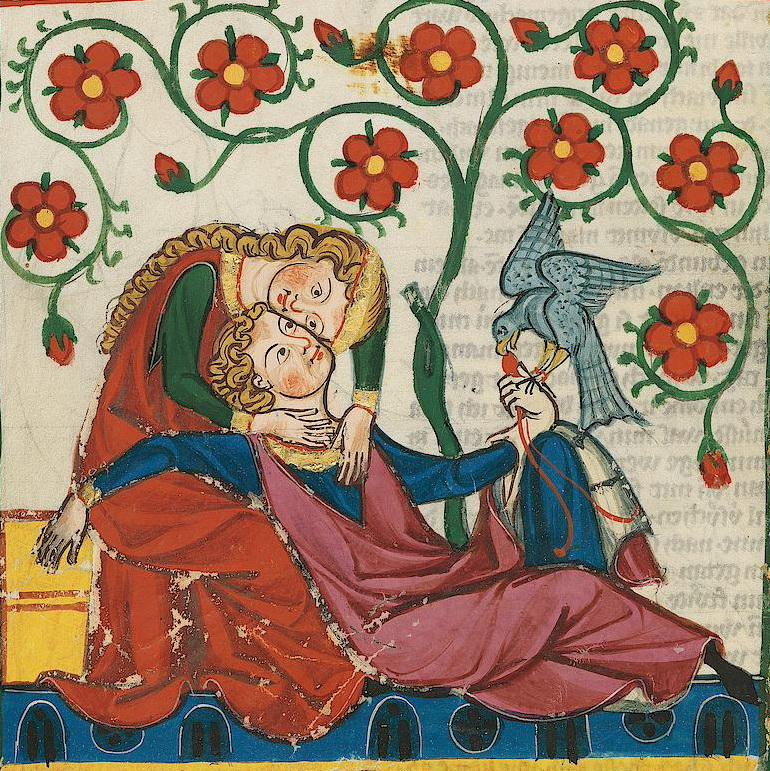
Il imperatore Federico II e la sua imperatrice "in articulo mortis" Bianca Lancia. Codex Manesse.

Guglielmo V il Vecchio, Corrado e Bonifacio I intervennero con grande slancio nelle imprese della Crociata, a tal punto che Corrado riuscì a diventare, sebbene per poco tempo, Re di Gerusalemme.
Bonifacio, invece, riuscì a cingere la corona del piccolo regno che si ritagliò in Tessaglia: il Regno di Tessalonica. Il titolo suonò più altisonante che effettivo, anche perché alla morte di Bonifacio I nel 1207 dopo un attacco nel territorio bulgaro, l'effimero regno di Tessalonica si dissolse rapidamente e senza speranza. Il figlio Demetrio, infatti, ottenne il trono tessalonicese ancora in età giovanile e il suo potere venne affidato a dei reggenti. Quando, infine, il regno fu annesso al Despotato d'Epiro, Demetrio fu costretto a riparare alla corte dell'Imperatore Federico II, concedendogli i diritti titolari di successione al regno mediorientale.
Come già accennato, inoltre, i Monferrato divennero membri delle dinastie regnanti a Bisanzio. Ranieri di Monferrato, sposando nel febbraio 1180 la figlia di Manuele Comneno, imperatore d'Oriente, diventava genero e membro della dinastia regnante (anche se, salito al trono Andronico I Comneno, questi verrà eliminato).
I Monferrato, inoltre, si legarono anche con la successiva dinastia Paleologa: sposando Andronico II Paleologo, la marchesina Violante diede alla luce Teodoro, il quale, forte dei diritti di sua madre, resistette con successo alle pretese dei marchesi di Saluzzo alla successione al governo del Monferrato nel 1305, iniziando una nuova dinastia.

### Gli Aleramici di Bosco e Ponzone
Da Anselmo III, nipote di un primo Anselmo figlio di Aleramo del Monferrato, nacque Ugo, marchese di Bosco e di Ponzone. Egli ereditò i diritti aleramici nel territorio che dal litorale ligure fra Albisola (ad oriente del monte Priocco) e Varazze compresa si spingeva nella pianura padana lungo le valli dell'Orba, della Stura e del Piota sino ad Alessandria, avendo come confine nord-occidentale la Bormida di Spigno.
Due figli di Ugo, Anselmo e Aleramo, diedero origine rispettivamente ai marchesi di Bosco e a quelli di Ponzone. La signoria dei primi si estendeva su Bosco, Ovada, Ussecio (ora Belforte Monferrato), Pareto, Mioglia, Monteacuto, Ponte dei Prati (oggi Pontinvrea), Casteldelfino (località, che un tempo sorgeva fra Pontinvrea e Giovo Ligure) e Stella, mentre i secondi ebbero Ponzone, Sassello, Spigno, Celle e Varazze.
Nei secoli successivi il loro territorio fu conteso fra i comuni di Alessandria e di Genova, a cui i marchesi dovettero ripetutamente giurare sottomissione. Il progressivo frazionamento dei beni feudali fra diverse linee dinastiche fu la principale causa della decadenza dei marchesi di Bosco e Ponzone.

### Gli Aleramici Del Vasto

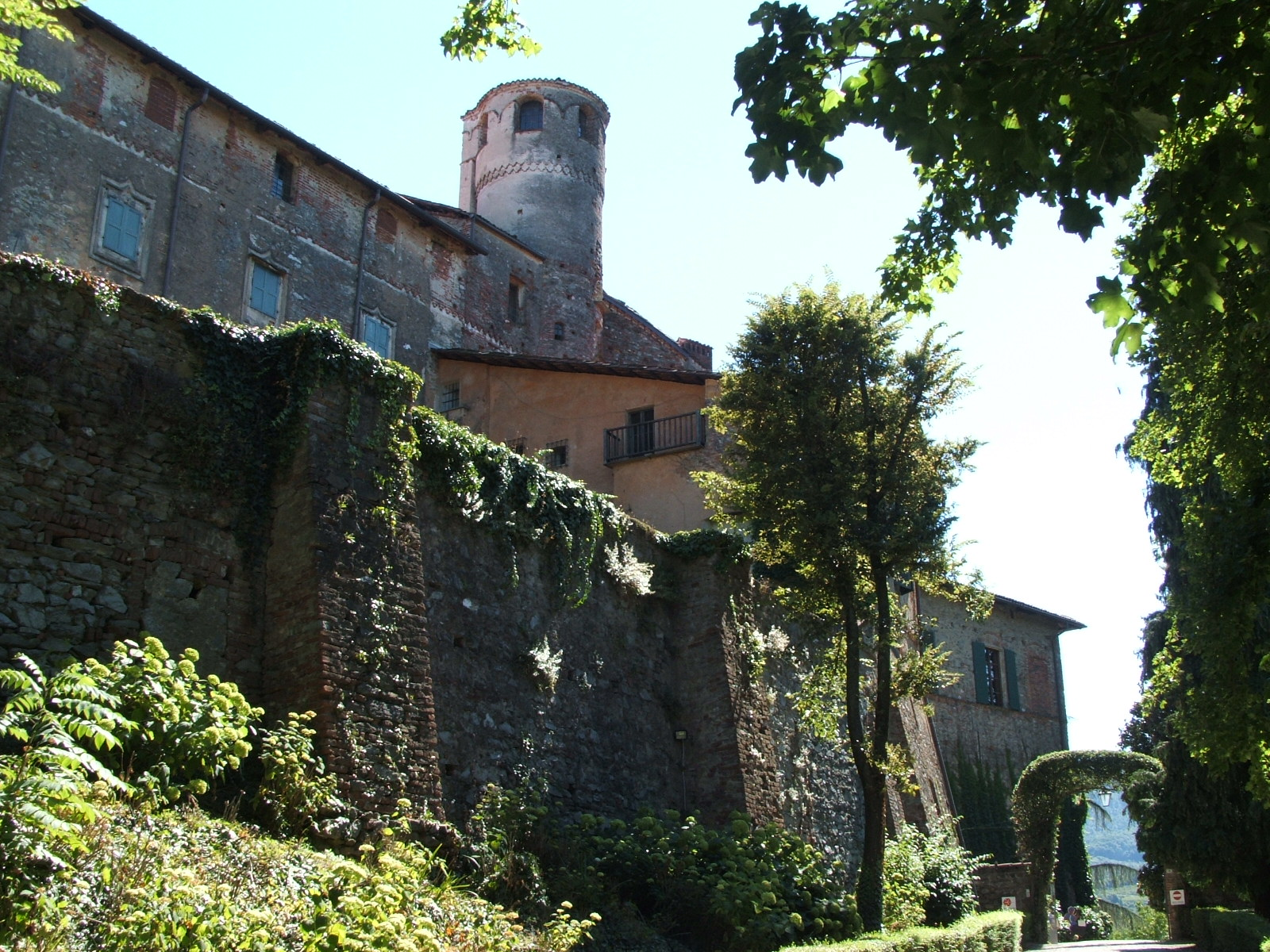
il Castello della Manta, sede della famiglia dei del Vasto di Saluzzo.

Bonifacio del Vasto suddivise i suoi feudi fra sette figli. Tre di essi non ebbero discendenza, perciò ne originarono le quattro dinastie feudali indicate nel seguito dei marchesi di Saluzzo, di Ceva e Clavesana, di Savona, di Busca e Lancia. Bonifacio ebbe anche un figlio di primo letto, da lui diseredato, che tuttavia, facendo probabilmente leva sull'eredità materna, diede origine al marchesato di Incisa.

#### Gli Aleramici di Saluzzo
Alla morte di Bonifacio del Vasto il territorio del Marchesato di Saluzzo passò al figlio maggiore Manfredo. Il nome Del Vasto, utilizzato arbitrariamente dai cronisti saluzzesi per indicare i marchesi di Saluzzo, discendenti da Manfredo, indica propriamente solo il consortile dei figli di Bonifacio e compare per la prima volta nel 1162 (e perciò incidentalmente non compare mai neppure per Bonifacio, che era morto dal 1125 circa).
I Saluzzo furono per secoli pressati dalla potenza in ascesa dei Savoia, rimanendo per lunghi secoli arroccati nel borgo di Saluzzo (che sarà il marchese Manfredo II a considerare sua capitale). Nel 1305, al momento della morte senza eredi di Giovanni I, ultimo marchese aleramico del Monferrato, i marchesi di Saluzzo cercarono inutilmente di ottenerne la successione.
Il momento di maggiore gloria dei marchesi di Saluzzo si verificò nel XV secolo, sotto i marchesati di Ludovico I e Ludovico II: in quegli anni il piccolo Stato divenne un raffinato centro di cultura e di arte, abile mediatore tra le contese belliche del Piemonte del tempo.
Ma, dopo la morte di Ludovico II, il marchesato iniziò a decadere rapidamente. Le guerre italiane di Carlo VIII di Francia e di Luigi XII devastarono il piccolo Stato, mentre i signori, che lo governarono, si spensero senza discendenza. Quando l'ultimo marchese, Gabriele, venne deposto, il territorio di Saluzzo passò prima sotto il controllo francese e poi, dopo il Trattato di Lione del 1601, ai Savoia.

##### Elenco dei marchesi aleramici di Saluzzo

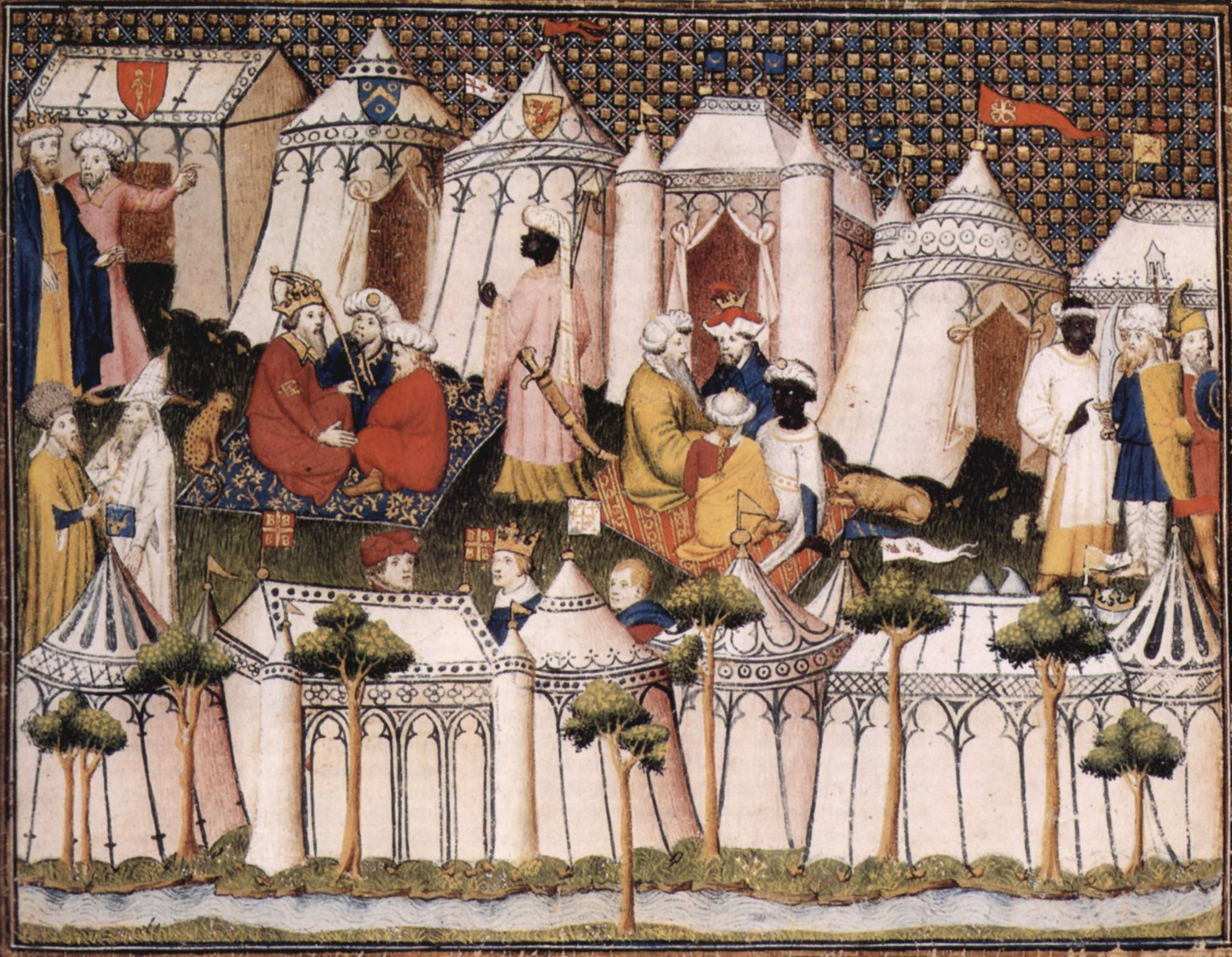
Miniatura tratta dal Maestro der Cité des Dames, conservata alla Biblioteca Nazionale di Parigi, che raffigura un episodio dello Chevalier Errant di Tommaso III di Saluzzo.

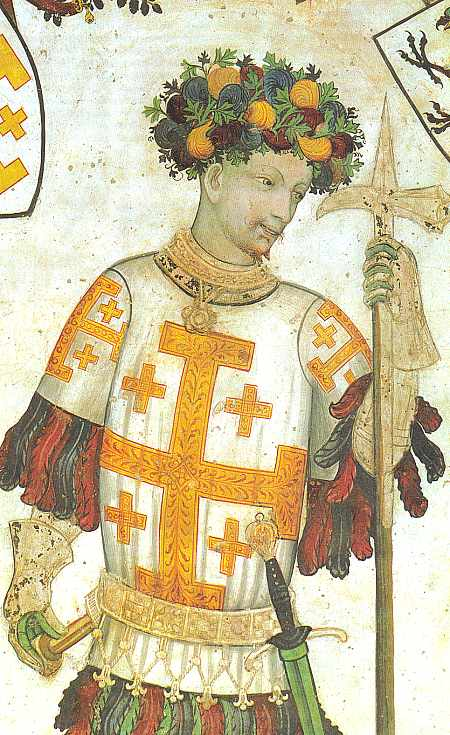
Maestro del Castello della Manta, particolare di Manfredo I di Saluzzo come Goffredo di Buglione.

- Bonifacio del Vasto (figli: Manfredo I, Guglielmo di Busca, Ugo di Clavesana, Anselmo di Ceva, Enrico I Del Carretto, Bonifacio II di Cortemilia, Oddone di Loreto, Bonifacio d'Incisa, Sibilla)
- 1142 - 1175: Manfredo I (figli: Manfredo II)
- 1175 - 1215: Manfredo II (figli: Manfredo III, Bonifacio)
- 1215 - 1244: Manfredo III (figli: Tommaso I)
- 1244 - 1296: Tommaso I (figli: Manfredo IV, Alasia, Eleonora, Violante, Filippo)
- 1296 - 1330: Manfredo IV (figli: Federico I, Manfredo V, Bonifacio, Eleonora, Teodoro)
- 1330 - 1332: Manfredo V
- 1330 - 1336: Federico I (figli: Tommaso II, Giacomo)
- 1336 - 1357: Tommaso II (figli: Federico II, Galeazzo, Azzone)
- 1357 - 1396: Federico II (figli: Tommaso III)
- 1396 - 1416: Tommaso III (figli: Carlo Giovanni, Giovanna, Ludovico I, Ricciarda, Valerano)
- 1416 - 1475: Ludovico I (figli: Ludovico II)
- 1475 - 1504: Ludovico II (figli: Michelantonio, Gianludovico, Francesco Ludovico, Gabriele)
- 1504 - 1528: Michele Antonio
- 1528 - 1529: Giovanni Ludovico
- 1529 - 1537: Francesco
- 1537 - 1548: Gabriele

#### Gli Aleramici di Ceva
Il quarto figlio di Bonifacio del Vasto, Anselmo, divenne dopo il 1125 primo marchese di Ceva, signore di un territorio posto strategicamente sugli Appennini (Tale titolo viene confermato in un documento del 1140).
Alla sua morte, Anselmo (che era signore anche di Clavesana) divise i suoi domini tra i figli Guglielmo I e Bonifacio: al primo andò Ceva, al secondo Clavesana e Boves.
Il marchesato cercò di sopravvivere attraverso un'attenta politica matrimoniale e l'appoggio delle città comunali di Asti e Alba: nel XII secolo il territorio venne notevolmente ampliato, grazie all'appoggio degli astigiani (come ricordato nel Codex Astensis). Promotore di questa espansione fu Guglielmo di Ceva, cui va il merito di aver consolidato la posizione della casata.
Dal 1218 non si hanno più notizie di Guglielmo di Ceva. Il territorio venne spartito tra i suoi figli. Uno di essi ottenne il titolo di marchese di Clavesana, proseguendo la linea marchionale del borgo. Nel secolo successivo il matrimonio di Caterina di Clavesana con Enrico (III) del Carretto portò una parte dei territori dei Clavesana nell'Albenganese sotto il controllo dei Del Carretto di Finale.

#### Gli Aleramici di Savona (Del Carretto)

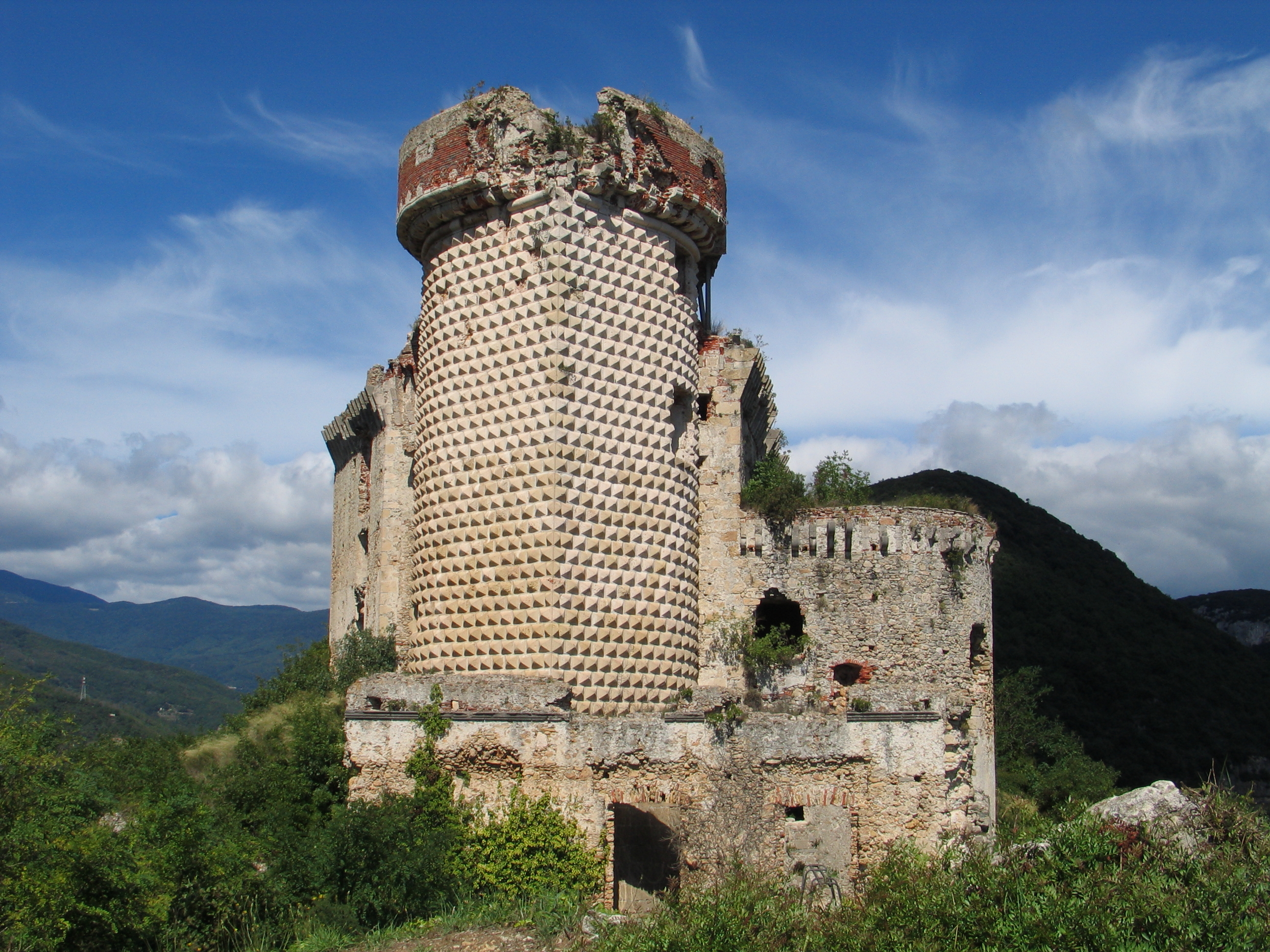
Castel Gavone, appartenente ai del Carreto.

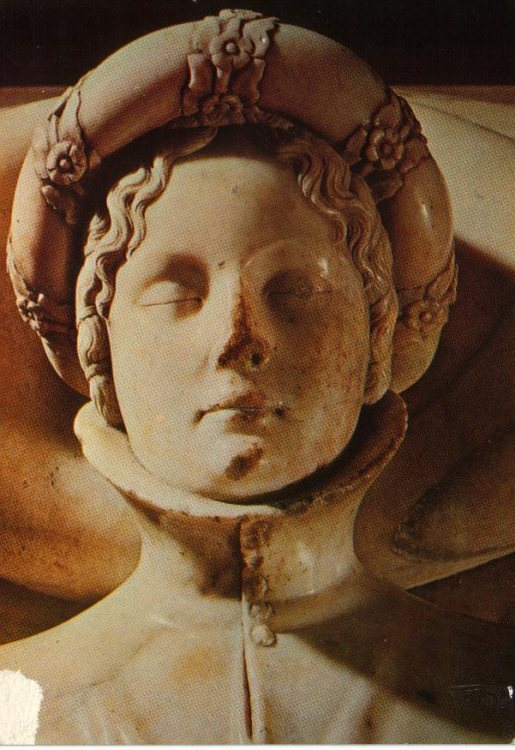
Sepolcro di Ilaria del Carretto, signora consorte di Lucca.

Il 10 giugno 1162 Enrico del Vasto ottenne dall'imperatore Federico Barbarossa l'investitura della marca di Savona, un ampio territorio, che dalla costa ligure (da Savona a Finale) si estendeva lungo le valli delle Bormide sin quasi ad Acqui. Anche Cortemilia e Novello si aggiunsero ai domini di Enrico alcuni decenni dopo, con la morte senza eredi di Bonifacio, fratello di Enrico, vescovo di Alba e marchese di Cortemilia. Analogamente la morte di Ugo di Clavesana, altro figlio di Bonifacio del Vasto, è all'origine dei diritti che i discendenti di Enrico vantarono nella diocesi di Albenga e in altri territori dell'antico marchesato di Clavesana.
Da Enrico del Vasto (chiamato anche Enrico I Del Carretto) discendono tutti i Del Carretto, che nei secoli successivi si spartirono in vario modo i suoi domini. Enrico, però, non utilizzò mai il nome Del Carretto, che fu attribuito per la prima volta ai suoi figli dopo il 1190. Il nome è stato collegato con il possesso di un piccolo castello sulla Bormida detto appunto Carretto, anche se recentemente sono state poste delle obiezioni a questa ipotesi.
Il controllo di Enrico del Vasto sul vasto territorio della marca di Savona era più formale che sostanziale a causa della crescente autonomia dei comuni di Savona, Noli, Alba e Alessandria. Già nella prima metà del XII secolo Savona e Noli si erano gradualmente costituite in liberi comuni sotto la protezione di Genova e gli accordi del 1153 con Savona e del 1155 con Noli avevano formalizzato la loro larga autonomia.
Nonostante la presenza di beni patrimoniali e di diritti fiscali nel Savonese e nel Nolese (diritti che furono riscattati con moneta contante in vari accordi entro la fine del secolo) la presenza carrettesca sulla costa ligure al momento dell'investitura di Enrico era di fatto ridotta soltanto al Finalese. Circa nel 1193 il nucleo urbano di Finalborgo venne cinto di mura da Enrico II del Carretto, il figlio di Enrico del Vasto, che sembra essere stato il primo nel 1188 a utilizzare il titolo di marchese di Finale. Per molti secoli, tuttavia, i del Carretto continuarono a portare il titolo onorifico di marchesi di Savona, che ricordava l'antichità della loro casata e l'origine imperiale del titolo.
Sia Enrico II che suo figlio Giacomo furono ghibellini, come Enrico del Vasto. Giacomo sposò una figlia naturale di Federico II di Svevia, Caterina da Marano. Dopo la morte di Giacomo del Carretto (1265), i suoi domini furono divisi fra i figli in terzieri, dando origine a tre distinte linee dinastiche. Uno di questi stati, il Terziere di Finale, rimase stato sovrano per tre secoli, prima di passare alla Spagna (1602). Gli altri due terzieri sono quello di Millesimo, i cui signori si sottoposero al dominio dei marchesi di Monferrato, e quello di Novello. Nel Trecento inoltre i Del Carretto, anche grazie al matrimonio di Enrico, terzo figlio del marchese Giorgio, con Caterina di Clavesana, diedero origine al marchesato di Zuccarello e Balestrino, fra Finale e Albenga.
Nonostante la sovranità riconosciuta dall'imperatore, i Del Carretto dovettero difendere continuamente la propria autonomia dalle ambizioni di Genova, che considerava i territori dei marchesi di Savona come una spina nel fianco (dividevano in due i possessi della Repubblica). Nel 1385 Genova ottenne che i marchesi si riconoscessero suoi soggetti per metà dei loro domini feudali.
Nel Quattrocento, invece, l'alleanza con i Visconti, prima, e con gli Sforza, poi, consentì ai marchesi di Finale di godere di una sostanziale autonomia. Approfittando, però, del periodo della Repubblica Ambrosiana (l'interregno fra le due dinastie milanesi), Genova innescò una guerra che si protrasse dal 1447 al 1448 ed ebbe come risultato l'incendio di Finalborgo, la capitale del marchesato, la demolizione di Castel Gavone e la completa sottomissione a Genova. Già nel 1450, però, Giovanni I Del Carretto riconquistò Finale.
Anche nel Cinquecento Finale, in strettissimi rapporti con Andrea Doria, rimase indipendente. Genova tornò a invadere il marchesato del Finale nel 1558, facendo leva sulle proteste di una parte della popolazione, stremata dalle difficoltà economiche dell'ultima fase di guerra antecedente la Pace di Cateau-Cambrésis e dal rigido governo di Alfonso II del Carretto. Dopo un effimero ritorno del marchese scoppiò una nuova rivolta fomentata e protetta dalla Spagna, che desiderava assicurarsi il dominio diretto sull'unico scalo ligure non dipendente da Genova e ben collegato con il milanese tramite i feudi imperiali del Monferrato. Questo obiettivo fu raggiunto nel 1598 quando l'ultimo marchese, Sforza Andrea, vendette a Filippo II d'Asburgo tutti i diritti feudali sui feudi carretteschi.
Alla conclusione della guerra di successione spagnola, il Marchesato di Finale fu infeudato alla Repubblica di Genova, ma mantenne i propri statuti medievali sino alla nascita della Repubblica Ligure 1797. Fra tutte le dinastie aleramiche, quella carrettesca fu la più longeva ed anche la marca di Savona, sia pure ridotta enormemente in dimensione, trovò in Finale uno dei suoi rami più duraturi.

#### Gli Aleramici di Busca e il ramo siciliano dei Lancia
Un altro importante ramo della dinastia degli Aleramici furono i Lancia. Costoro discendevano da Guglielmo del Vasto, figlio di Bonifacio e diventato primo marchese di Busca. Il marchesato, stretto fra le ambizioni della nuova città di Cuneo, la potenza dei marchesi di Saluzzo e l'occupazione di parte del Piemonte da parte degli Angioini sopravvisse solo fin verso la fine del XIII secolo. Sembra, però, che un ramo di questa dinastia si sia trasferito in Sicilia, dando origine ad una delle più importanti famiglie aleramiche (non tutti i genealogisti sono d'accordo su questa discendenza) i Lanza o Lancia.
Guglielmo del Vasto ebbe tre figli: Berengario, che ereditò il marchesato e da cui discendono i "Lancia" piemontesi (famiglia, che continuò ad esistere fino al XIX secolo), Manfredo e Corrado. Essi avrebbero ereditato dallo zio Oddone Boverio (altro figlio di Bonifacio del Vasto e conte di Loreto) alcuni feudi nell'Astigiano.
Il capostipite dei Lanza, secondo molti genealogisti, sarebbe stato proprio Manfredo, che era stato soprannominato Manfredo Lancia a causa dell'attività di lanciere a servizio dell'imperatore Federico I il Barbarossa. Egli fu padre di Bianca, di cui si innamorò l'imperatore Federico II di Svevia. Federico restò legato a Bianca per oltre venti anni e, secondo una leggenda, l'avrebbe anche sposata pochi giorni prima della morte. Da Bianca, Federico II ebbe il figlio Manfredi che sarà nominato vicario del Regno di Sicilia e che fu ucciso nella battaglia di Benevento. Manfredi è ricordato da Dante nel III canto del Purgatorio.
Le circostanze dell'incontro di Bianca e Federico, avvenuto nel 1210, non sono chiare. Secondo alcuni ebbe luogo presso la corte del marchese Bonifacio I del Monferrato, presso la cui corte si era trasferito il padre dopo la morte del Barbarossa; secondo altri invece la scintilla scoccò nel castello di Agliano (vicino a Loreto), il cui signore, Bonifacio d'Agliano, aveva sposato la vedova di Manfredo Lancia. L'amicizia con l'Imperatore, valse a Manfredi II Lancia (fratello di Bianca) la carica di Vicario generale dell'Impero d'Italia e poi capitano Imperiale di Pavia e Asti, dove morì ucciso nel 1248. Alla corte degli Hohenstafen in Sicilia, si sviluppò così un ramo della famiglia aleramica anche in Italia meridionale
Galvano Lancia, divenne un importantissimo funzionario della corte tedesca a Palermo; fu nominato Vicario di Toscana e Gran Maresciallo di Sicilia. Dopo la Battaglia di Benevento (1266), rifugiatosi in Calabria assieme a Manfredi di Sicilia, combatté con il giovane Corradino di Svevia contro Carlo d'Angiò, ma fatto prigioniero dai francesi, fu decapitato insieme ai figli Galeotto e Bartolomeo.
Il nipote Corrado I Lancia, dopo essere fortunosamente scampato ai massacri compiuti contro i sostenitori degli svevi, riparò in Aragona, dove divenne aiutante del re Pietro III di Aragona e capitanò svariate spedizioni militari, tra cui l'intervento in Sicilia. 
Suo figlio Galeotto fu Conte di Caltanissetta e Gran Cancelliere del Regno di Sicilia nel 1297.

#### Gli Aleramici di Incisa
Un altro potentato di particolare rilevanza fu il piccolo Marchesato di Incisa, creato nel XII secolo da Alberto del Vasto e conservato, con alterne vicende, fino al 1548.
La politica degli Incisa oscillò sempre tra Milano e i Monferrato. Dilaniata dalle guerre civili, Incisa vide nella figura di Oddone d'Incisa, nella fine del XV secolo, un personaggio dal particolare carisma, che cercò di spodestare il marchese Guglielmo IX del Monferrato. Scoperto il complotto, Oddone venne condannato a morte. Il territorio del marchesato fu poi annesso ai Gonzaga.

## Arte

### Letteratura nelle corti Aleramiche
Poco noto, ma di estrema importanza per la storia della letteratura regionale, fu il mecenatismo di taluni principi di stirpe aleramica, che ospitarono nelle loro piccole corti un gran numero di artisti, specialmente letterati.
La corte dei Monferrato accolse un grande numero di poeti ed artisti dell'epoca: la poesia provenzale trovava nelle gesta dei Monferrato in Oriente un ottimo spunto per i racconti epici. In Piemonte si trovavano in quegli anni poeti famosi come Gaucelm Faidit, Rambaldo di Vaqueiras e Bertran de Born. Ma alla morte di Bonifacio, quando il figlio Guglielmo VI decise di concentrare la sua politica solo sul consolidamento del potere nel marchesato e sulla sua difesa, si attirò le ire dei cortigiani e dei poeti che lavoravano alla corte del padre. In poco tempo, essi abbandonarono il Monferrato, trovando spunti per le loro opere nelle gesta di altri condottieri crociati.
Un discorso a parte merita invece Tommaso III, signore di Saluzzo, che scrisse, durante un periodo di prigionia a Torino nei primi anni del XV secolo, un poema in lingua provenzale. Intitolato Le Chevalier Errant, esso rimase noto quasi esclusivamente negli ambienti intellettuali.
Gioffredo della Chiesa, a Saluzzo, scrisse, ormai in italiano (importante punto di svolta, il XV secolo, per passare dal provenzale alla lingua di Dante) una Cronica di Saluzzo.
Altrove, alla corte di Casale, il marchese Galeotto Del Carretto di Millesimo scrisse delle Croniche del Monferrato, cui fece eco Benvenuto di San Giorgio sullo stesso soggetto.
Anche Ludovico II, principe protettore delle arti, scrisse un Trattato sul Buon Governo degli Stati (1499).

### Vestigia storiche ed artistiche
Nel campo pittorico, si distingue il ciclo di affreschi realizzati nel Castello della Manta da un non meglio identificato maestro del Castello della Manta. Il palazzo, di proprietà di Valerano di Saluzzo, conserva ancor oggi l'importantissimo ciclo pittorico i cui personaggi, tratti dal poema di Tommaso III Le Chevalier Errant, raffigurano i cortigiani del periodo.
Degna di nota è l'Abbazia di Santa Maria di Lucedio, fondata dal marchese Ranieri I del Monferrato e divenuta il principale luogo di culto del Marchesato monferrino. Conserva, al suo interno, le spoglie di numerosi discendenti di Aleramo.
Sono molti i castelli, degni di nota, in cui si stabilirono membri della dinastia Aleramica: ad esempio i castelli di Camino, di San Giorgio Monferrato, di Finale, oltre che quello di Saluzzo.

### Esplicative
1. ↑  Baldovino V (1177–1186), figlio di Guglielmo "Spadalunga" degli Aleramici e di Sibilla di Gerusalemme, fu re di Gerusalemme dal 1185 alla morte.
Corrado degli Aleramici (1140 ca.–1192), figlio di Guglielmo V degli Aleramici, zio di Baldovino V e marchese del Monferrato, fu jure uxoris anche re di Gerusalemme, de facto dal 1191 alla morte, de jure solo nel 1192.
Maria degli Aleramici (1192–1212), figlia di Corrado, fu regina di Gerusalemme dal 1205 alla morte.
2. ↑  Bonifacio I degli Aleramici (1150–1207), già marchese del Monferrato dal 1192, fondò il Regno di Tessalonica e ne fu il suo primo sovrano dal 1204 alla morte.
Demetrio degli Aleramici (1205–1230), figlio di Bonifacio I degli Aleramici, fu il secondo ed ultimo effettivo re di Tessalonica, dal 1207 al 1224. Dopo di lui, altri esponenti della famiglia degli Aleramici e di altre dinastie reclamarono i propri diritti sul Regno, considerandosi, ma solo titolarmente, re di Tessalonica.
3. ↑  Ottone I, imperatore del Sacro Romano Impero, re d'Italia e re di Germania, conferma nel 967 i titoli di Aleramo, ufficialmente primo marchese del Monferrato.
4. ↑  I falsari più noti, importanti per la storia degli aleramici Del Vasto, furono G.F. Meyranesio e G. Sclavo. Per i marchesi D'Incisa è noto il caso di G. Molinari.
5. 1 2 3 4 5 6 7  R. Merlone Aleramo tra storia e mito. Un'analisi comparata tra fonti documentarie e testi letterari in Bollettino del Marchesato n. 3 2005
6. 1 2 3 4 5 6 7  F. Cognasso, voce Aleramo in Dizionario Biografico degli Italiani - Volume 2 1960
7. 1 2 3 4 5 6 7 8 9 10 11 12 13 14  G. Patrucco (a cura di) Guglielmo I in 2017
8. ↑  G. Patrucco Adelaide di Borgogna: una donna medievale in 2017
9. ↑  E. Colla Da Caristo ad Acqui Terme (la storia di Acqui Terme) Torino 1962 p. 15
10. ↑  Nell'atto di fondazione dell'Abbazia di San Quintino di Spigno, avvenuta il 4 maggio del 991, il figlio Anselmo dichiara di essere «filius bone memorie Aledrami itemque marchio».
11. ↑  Figlia del re Berengario II d'Ivrea.
12. ↑  Figlia di Adalberto II d'Ivrea, re d'Italia.
13. ↑  Si veda Tavole di sintesi sulle origini.
14. ↑  Fondatore della breve linea marchionale dei Sezzadio (Cfr. Andrea Paleologo Oriundi, pp. 44, 45).
15. ↑  Figlia di Alberto Azzo I.
16. ↑  Citato solo una volta, in un documento del 1014, definito in esso clerico. Non prese però mai i voti: questa definizione gli fu attribuita perché ricevette un'istruzione, evento non comune per l'epoca. Dopo la morte di Enrico II, andò in Francia ad offrire la corona italica a nome di molti maggiorenti italiani al re dei Franchi Roberto II o ai suoi figli, poi la offrì a Guglielmo V di Aquitania o ai suoi figli. L'ambasceria si concluse con un nulla di fatto e Corrado II cinse la corona italica. Non ebbe figli (Cfr. Andrea Paleologo Oriundi, pp. 44, 45).
17. ↑  Ottone viene anche identificato come Teuto, o Téutone, nome normalmente abbreviato in Tete o italianizzato in Teottone.
18. ↑  I Del Vasto si diramarono nei cosiddetti "Sette Marchesi": una linea aleramica siciliana, e i marchesi di Incisa, Saluzzo, Busca, Ceva, Loreto e i marchesi del Carretto.
19. ↑  Forse sposò in seconde nozze Guido III di Biandrate.
20. ↑  Marchese di Parodi.
21. ↑  Monaca.
22. ↑  Sorella del Basileus dei Romei Isacco II Angelo.
23. ↑  vescovo di Alba
24. ↑  Figlia di Federico Barbarossa.
25. ↑  Figlia di Bonifacio, marchese di Clavesana, conte di Cortemilia.
26. ↑  Conte di Donoratico.
27. ↑  Figlia di Richard de Clare VI.
28. ↑  Ferraris, p. 123
29. ↑  L'ascendenza di Bianca Lancia non è sicura. Secondo altri sarebbe figlia di Bonifacio I, figlio di Corrado Lancia, fratello di Manfredo.
30. ↑  Secondo altri storici, invece, il capostipite dei Lancia in Sicilia sarebbe Corrado Lancia, Signore del Castello di Fondi dal 1168 e figlio di Oddone Marchese di Loreto, fratello di Guglielmo Marchese di Busca, ed entrambi figli di Bonifacio marchese del Vasto e di Savona.

### Bibliografiche
1. ↑  Andrea Paleologo Oriundi, pp. 44, 45.
2. 1 2  Andrea Paleologo Oriundi, pp. 39-41.